# ミネソタ州

ミネソタ州
State of Minnesota

州の愛称: 北極星の州
North Star State州のモットー: 北極星
（フランス語: L'étoile du Nord）

ミネソタ州（ミネソタしゅう、英: State of Minnesota [ˌmɪnᵻˈsoʊtə] ( 音声ファイル)）は、アメリカ合衆国中西部の北、カナダに接する州。アメリカ合衆国50州の中で陸地面積では第12位、人口では第22位である。
前身のミネソタ準州から1858年5月11日に合衆国32番目の州に昇格した。北部はカナダ、東側はウィスコンシン州に、西側はノースダコタ州とサウスダコタ州に、南側はアイオワ州に接している。州の北東部はスペリオル湖に接していて、ミシシッピ川は州北西部から南東に向かって流れ、州南東部ではウィスコンシン州との州境を構成している。州都は1807年に築かれたフォート・スネリング砦やカセドラル・オブ・セントポールなど、歴史ある建造物や荘厳なビクトリア調の建物が残るセントポール市である。ミシシッピ川を挟んだ隣市である、高層ビルが建ち並ぶ近代都市で、州最多の人口を抱えるミネアポリス市と合わせて「ツインシティーズ（双子の都市）」と呼ばれている。州人口の60%近くがこの都市圏に住んでおり、交通、事業、工業、教育、行政の中心である。州西部にあったプレーリーは農業用地に変えられ、南東部にあった落葉樹林も伐採され農業に使われている。人口の少ない北部森林地帯は鉱業、林業およびレクリエーションに使われている。また、州自体が豊かな自然に恵まれた全米有数の寒冷地でもある。

## 概要
住民の大半は北欧とドイツから移民してきた人々の子孫である。スカンディナヴィア系アメリカ人文化の中心としても知られる。近年は民族も多様化し、アジア系、アフリカ系、ラテン系の移民が増えて、ヨーロッパ系住民および元々のインディアンと混じり合っている。
| 家庭で話される言語（ミネソタ州） 2010 | 家庭で話される言語（ミネソタ州） 2010 | 家庭で話される言語（ミネソタ州） 2010 | 家庭で話される言語（ミネソタ州） 2010 | 家庭で話される言語（ミネソタ州） 2010 |
| ------------------------------------- | ------------------------------------- | ------------------------------------- | ------------------------------------- | ------------------------------------- |
|                                       |                                       |                                       |                                       |                                       |
| 英語                                  | 英語                                  |                                       | 89.74%                                | 89.74%                                |
| スペイン語                            | スペイン語                            |                                       | 3.74%                                 | 3.74%                                 |
| ミャオ語                              | ミャオ語                              |                                       | 1.09%                                 | 1.09%                                 |

| 人種構成（ミネソタ州） 2010 | 人種構成（ミネソタ州） 2010 | 人種構成（ミネソタ州） 2010 | 人種構成（ミネソタ州） 2010 | 人種構成（ミネソタ州） 2010 |
| --------------------------- | --------------------------- | --------------------------- | --------------------------- | --------------------------- |
|                             |                             |                             |                             |                             |
| 白人                        | 白人                        |                             | 83.1%                       | 83.1%                       |
| 黒人                        | 黒人                        |                             | 5.2%                        | 5.2%                        |
| ヒスパニック                | ヒスパニック                |                             | 4.7%                        | 4.7%                        |
| アジア系                    | アジア系                    |                             | 4.0%                        | 4.0%                        |
| インディアン                | インディアン                |                             | 1.1%                        | 1.1%                        |
| 混血                        | 混血                        |                             | 2.4%                        | 2.4%                        |

## 州名の由来
ミネソタ州の名前はミシシッピ川の1支流ミネソタ川から採られた。「ミネソタ」はアメリカ・インディアンのダコタ・スー族の言語で Mnisota から得られた。「水」を意味するmniと「曇り空のような」を意味するsotaを合わせた造語で、「曇り空の色に染まった水」を意味する。インディアンは初期開拓者に対し、水に牛乳を落としてそれを Mnisota とよび、川の名前を伝えたとされている。州内の多くの場所に似たような名前があり、例えばミネハハフォールズ（滝）、ミネイスカ（急流）、ミネオタ（豊かな水量）、ミネトンカ湖（大きな水）、ミネトリスタ（湾曲した水）およびミネアポリス（水の都市、ポリスはギリシャ語）などがある。 歴史

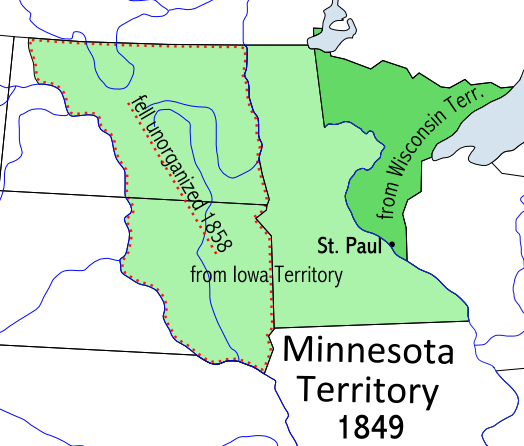
ミネソタ準州（1849年-1858年）の地図

### 連邦に加盟するまで
ミネソタ州となった地域にヨーロッパ人が入ってくる以前、アメリカ・インディアンのアニシナーベ族やダコタ・スー族などが住んでいた。1659年に、フランスの毛皮交易業者達がこの地域に進出し始めた。17世紀後半にオジブワ族が東から移り住んできて、スー族との間に緊張関係が生じた。ダニエル・グレイソロン、ルイ・ヘネピン神父、ジョナサン・カーバー、ヘンリー・スクールクラフト、ジョセフ・ニコレットなどのヨーロッパ人が地域の地図を作成した。
ミシシッピ川より東の地域は、アメリカ独立戦争を終わらせるパリ条約に調印したときに、アメリカ合衆国の領土となった。ミシシッピ川より西側の地域は、1803年のルイジアナ買収でアメリカ領となったが、レッド川流域は境界紛争が起こり、1818年のイギリスとの条約で解決された。1805年、ゼブロン・パイクがインディアンと取引して、ミネソタ川とミシシッピ川の合流点周辺の土地を獲得した。この地点に1819年から1825年に掛けて造られたスネリング砦は、州内にアメリカ軍が駐留した最初期の場所の一つである。その駐屯兵士がセントアンソニー滝に製粉所と製材所を建設し、この地域では最初の水力を利用した産業となった。その場所は後にミネアポリス市として成長した。一方で、無断居住者、政府役人、旅人が砦近くに入植した。1839年、アメリカ陸軍が彼等を下流の方に移動するよう強制したので、セントポール市となった地域に移った。1849年3月3日に連邦議会により自治法が制定されてミネソタ準州となった。数多い人々が農業や製材業を行うために入ってきた。スネリング砦は現在、歴史記念物として、観光・教育の場となっている。ヨーロッパ人達が最初に移住してきた地域は、現在はアンティークの町スティルウォーター市として知られている。

### 連邦への加盟

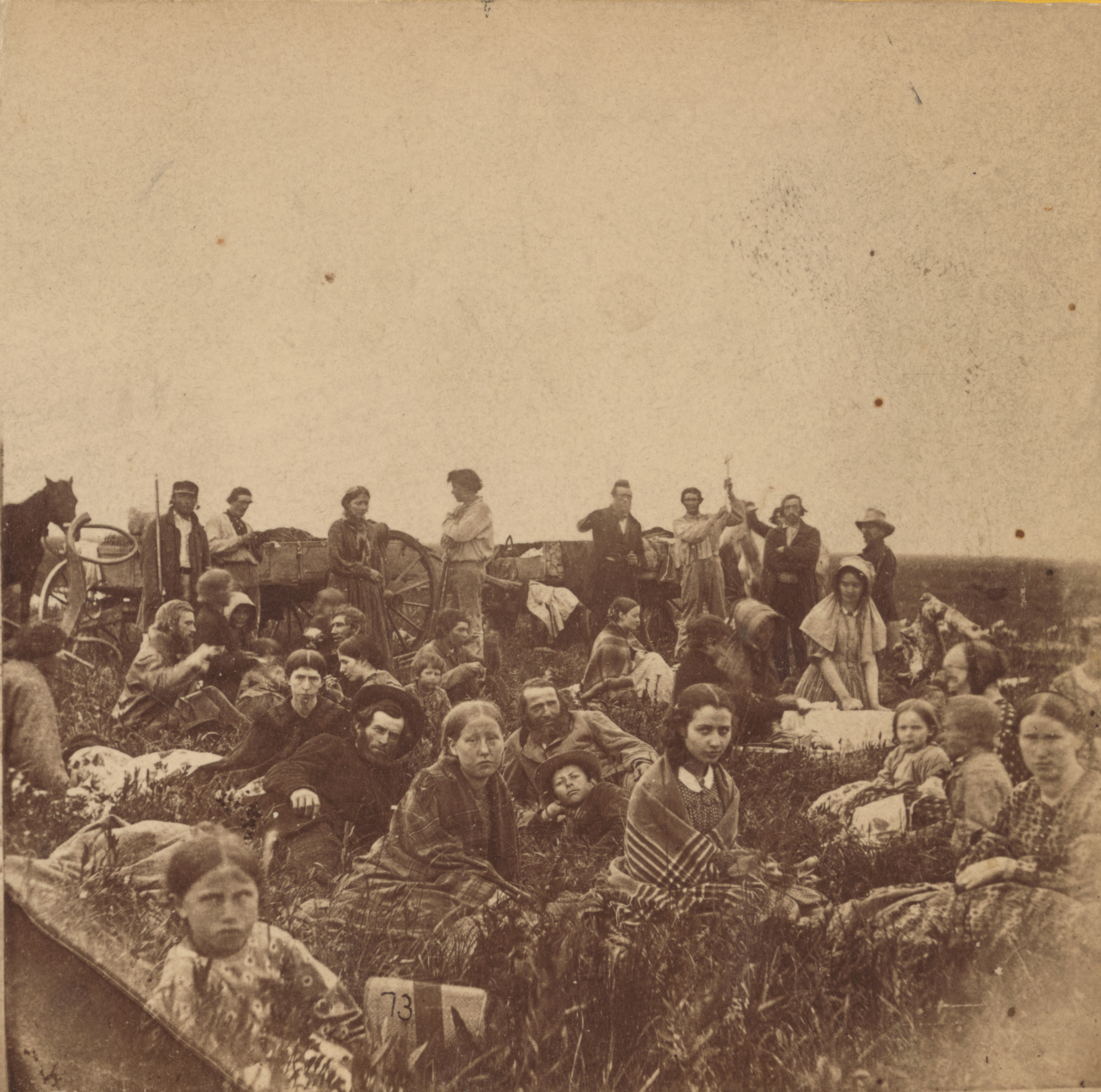
1862年のダコタ戦争時に逃亡する開拓者

1849年3月3日に自治化されミネソタ準州となった時点で、ミネソタは後にノースダコタ州とサウスダコタ州となる領域を含んでいた。ミネソタ州が32番目の州として現在の形になったのは、1858年の5月11日である。
ヨーロッパ人開拓者とダコタ族やオジブワ族の間に結ばれた条約で、インディアンは次第にその土地を失い、小さな居留地に押し込められていった。その生活条件が悪化し、緊張感が生まれて、1862年のダコタ戦争に繋がった。この6週間続いた戦争は、ダコタ族員38名を同日に処刑し（アメリカ合衆国史の中でも最大の同時処刑）、残りのダコタ族はダコタ準州のクロウクリーク居留地に移住させることになった。この戦争で白人の死者は800人に上った。
州初期経済の根幹は農業と製材業だった。セントアンソニーフォールズの製材所、マリーン・オン・セントクロア、スティルウォーター、ウィノナの木材集積地から大量の材木を出荷した。これらの都市は輸送のために理想的な川沿いに立地していた。後にセントアンソニー滝は製粉所の動力を供給するために活用された。ミネアポリスの製粉業者が行った技術革新によって「ミネソタ」印の小麦粉を生産するようになり、「ベイカーズ」や「クリア」の小麦粉価格のほぼ2倍となり、市場を支配した。1900年、ピルスベリー、ノースウェスタン、およびウォッシュバーン・クロスビー（後のジェネラルミルズ）といった会社によるミネソタの製粉業が国内穀類の14.1％を生産していた。

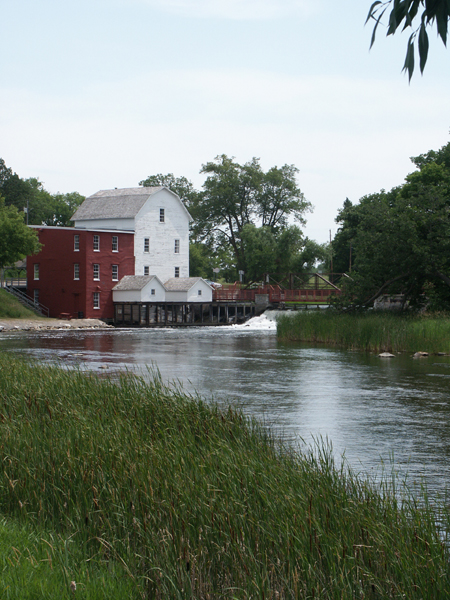
オッターテイル郡のフェルプス・ミル

1880年代にバーミリオン山地とメサビ山地で、また20世紀初期にはカユナ山地で鉄鉱石の鉱脈が発見され、ミネソタ州の鉱石採掘業が確立された。鉱石は鉄道でダルースやトゥーハーバーズに運ばれ、そこから船に積み、五大湖を通って東部に運ばれた。
20世紀初期、産業の発展と製造業の興隆によって人口は次第に田園部から都市部に移動し始めた。それでも農業が主流だった。ミネソタ州の経済は1930年の世界恐慌で大打撃を受け、農業生産者価格の低下、鉱山労働者の解雇、労働争議に繋がっていった。この逆境に、ミネソタ州西部と両ダコタ州は1931年から1935年に干ばつに襲われた。ニューディール政策で経済は幾らか回復した。市民保全部隊など種々の施策で居留地のインディアンにも職を確保し、1934年のインディアン再構成法によって自治の機構を導入させた。このことで州内のインディアンの発言力が高まり、宗教儀式やインディアン語が抑制されなかったので、インディアンの慣習に対して敬意を払うようになった。
第二次世界大戦後、産業の発展が加速化された。豚や牛の肥育場の自動化、酪農家の機械搾乳、大型養鶏場での養鶏など新技術が農業の生産性を上げた。作物はトウモロコシと小麦の二毛作で専門化され、トラクターやコンバインのような農業機械の利用が普通のことになった。ミネソタ大学教授ノーマン・ボーローグが緑の革命の一環としてこれら発展に寄与した。戦後の住宅需要増加と手軽な交通手段によって郊外開発が加速された。一方、移動性の向上で特殊な職業も可能にした。
第二次世界大戦後のミネソタ州は技術の中心になった。1946年に工学研究協会が結成されて、アメリカ海軍のためにコンピュータを発展させた。これが後にレミントンランドと合併し、スペリー・ランドとなった。ウィリアム・ノリスが1957年にスペリーを離れてコントロール・データを設立した。シーモア・クレイがコントロール・データを離れてクレイ・コンピュータを設立した。医療機器メーカーのメドロトニックも1949年にツインシティーズで事業を始めた。

### その後の歴史的出来事
- 1970年 - ボエジャーズ国立公園が連邦議会によって制定された
- 1992年 - 全米最大のショッピングモール、モール・オブ・アメリカがオープンした
- 1996年2月2日 - タワー市にて-50 °Cの最低気温を記録した
- 1999年1月4日 - プロレスラーのジェシー・ベンチュラが州知事に就任
- 2003年1月6日 - ティム・ポーレンティが州知事に就任
- 2005年3月21日 - レッドレイクの高校で生徒による無差別乱射事件
- 2007年8月1日 - ミシシッピ川を通る州間高速道路35号線西の橋が崩れ、車やトラックなどが川へ転落。少なくとも7人が死亡、60人以上が負傷した（ミネアポリス高速道路崩落事故）

## 地理

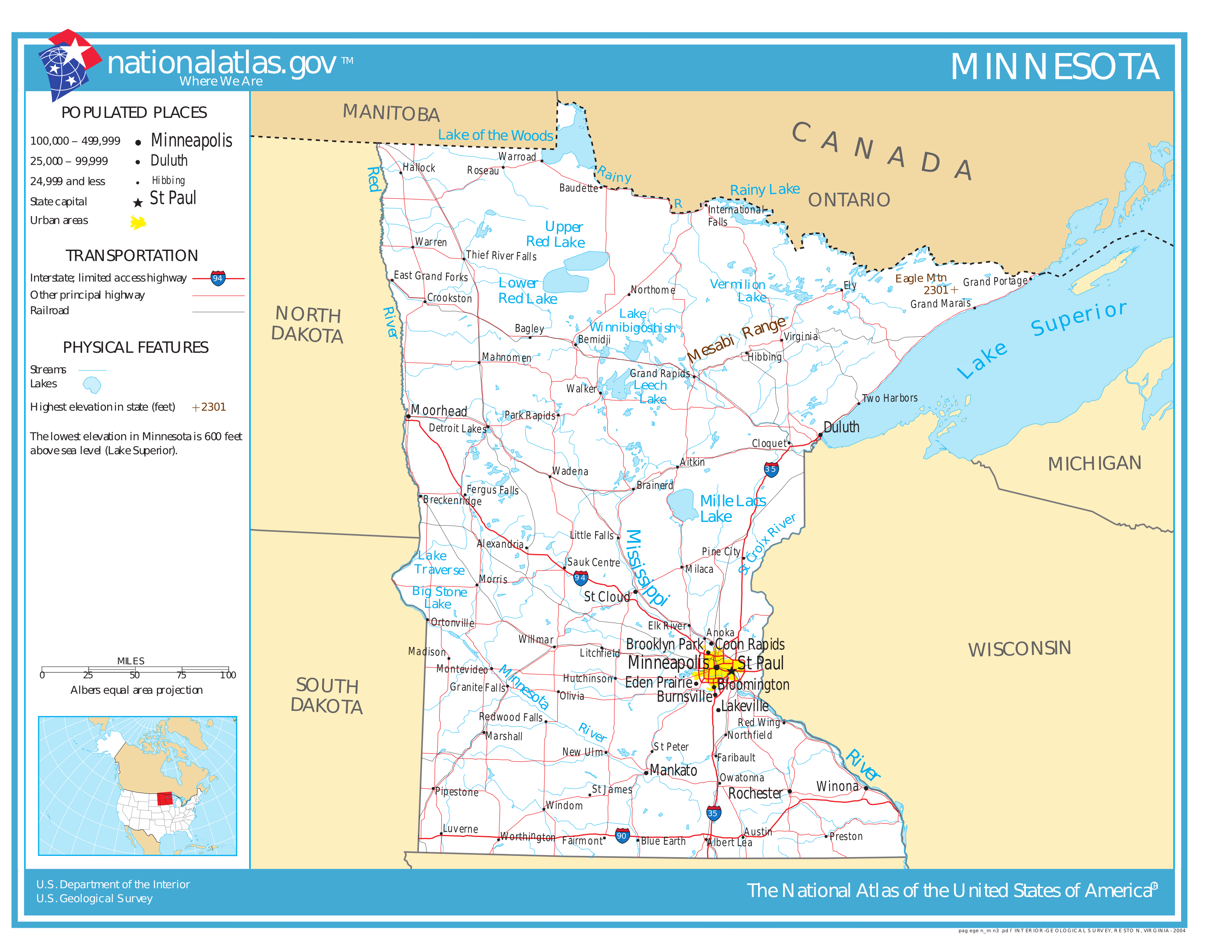
道路と主要な水域を示すミネソタ州図

ミネソタ州の陸地総面積は206,375平方キロメートル （79,610 平方マイル、アメリカ合衆国の2.25%) であり、全米50州の中で第12位である。アラスカ州を除けば最も北にある州となっている。ウッズ湖にある北西三角地帯は大陸アメリカ合衆国の中で唯一北緯49度線より北にある。地域区分では中西部の北側（アッパーミッドウェスト）と呼ばれ、また五大湖地域にも属している。スペリオル湖にはミシガン州との水上州境があり、東のウィスコンシン州とは陸と川の州境になっている。南はアイオワ州、西はノースダコタ州とサウスダコタ州、北はカナダのオンタリオ州とマニトバ州に接している。

### 地質と地形

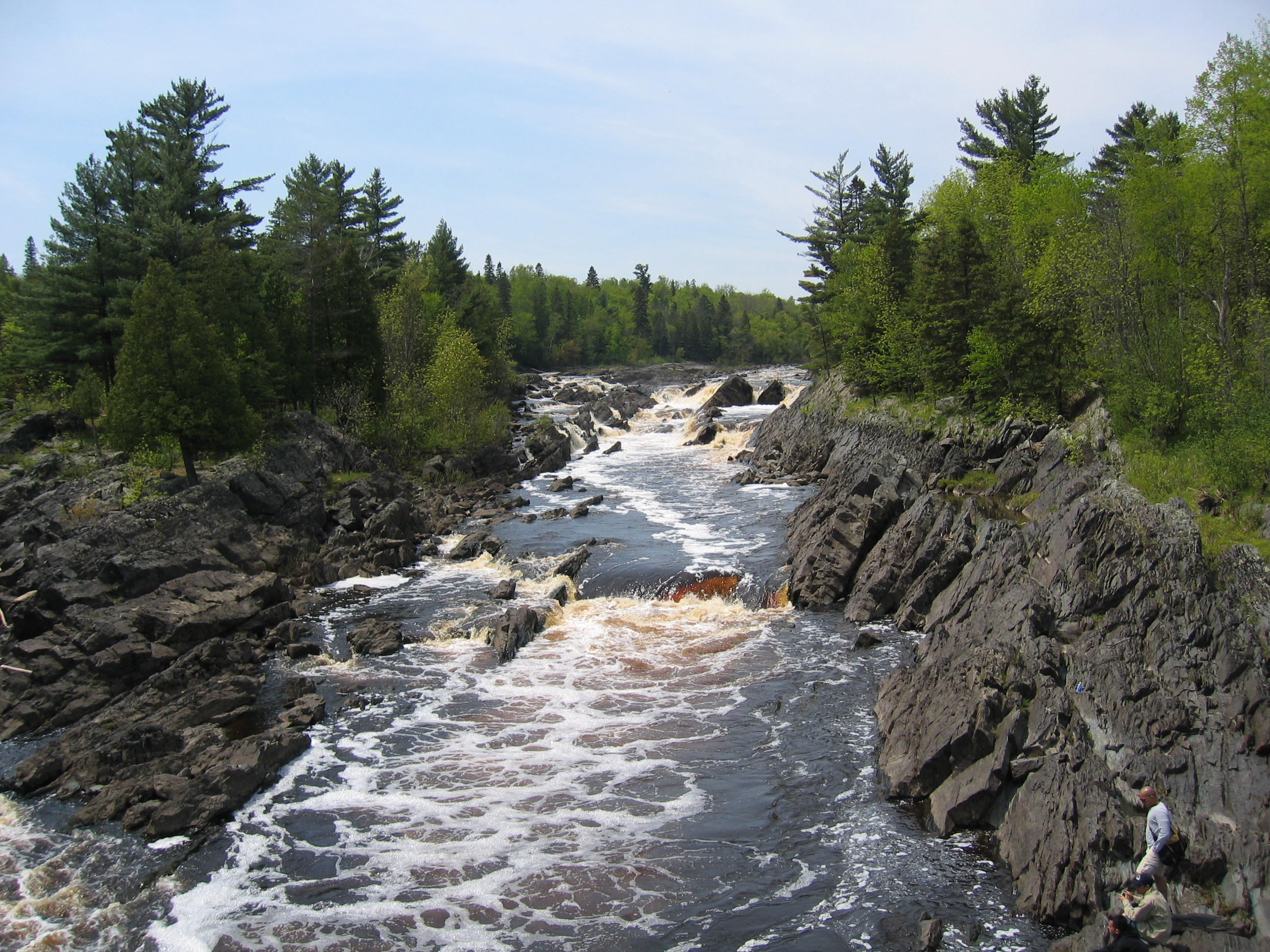
ジェイ・クック州立公園にある先カンブリア時代トンプソン地層の傾いた断面

ミネソタ州には地球上に見られる最古級の岩盤がある。片麻岩は36億年、地球の年齢の80％に相当している。約27億年前、玄武岩を含んだ溶岩が原始の大洋底の亀裂から溢れ出た。この火山岩の名残がミネソタ州北東部のカナダ楯状地（カナディアン・シールド）を形成した。これら火山帯の根元と先カンブリア時代の海洋の動きによって、州北部のアイアン・レンジが形成された。11億年前の火山活動期のあとは、火山活動も山地形成もない地質的に落ち着いた時代となったが、海洋の浸入が繰り返され、堆積岩の多くの層を残した。
その後の時代は厚さが少なくとも1キロメートルはある氷河が大地を削り、現在の地形を刻んだ。ウィスコンシン氷河は12,000年前に去った。これら氷河は州内の最南東部を除いて覆っていた。南東部は岩盤に切り込む急峻な丘陵と水流が特徴である。この地域は漂礫岩（ドリフト）が無いことからドリフトレス地域とも呼ばれる。この南東部を除く地域の大半は、最終氷河が後退した跡に残した厚さ50フィート (15 m) 以上の漂礫土に覆われている。北西部の巨大なアガシー湖は13,000年前に形成された。その岩盤がレッド川バレーを創り出し、溢出水がウォーレン川となってミネソタ川の谷を刻んだ。今日のミネソタ州は地質学的に落ち着いており、地震もあまり起こらず、起こっても小さなものである。

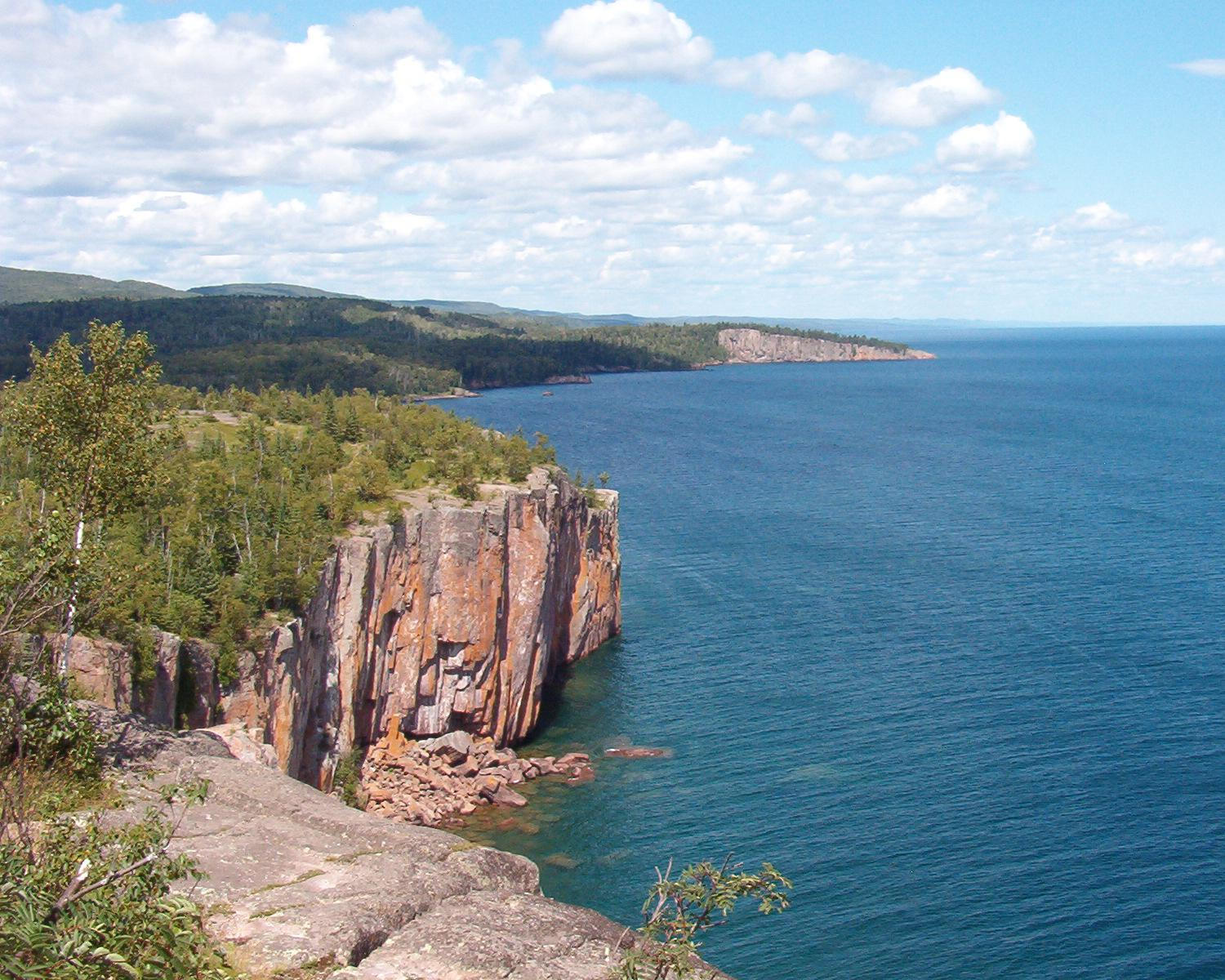
スペリオル湖の断崖、先カンブリア時代の流紋岩溶岩流から形成された

州内の最高地点は標高2,301フィート (701 m) のイーグル山であり、最低地点のスペリオル湖岸、標高601フィート (183 m) 地点から13マイル (21 km) しか離れていない。このように所によって急激な標高の変化はあるが、州内の大半は穏やかなうねりのある準平原である。
州北東部、田園部のヒビングでは2つの大きな分水界が出会い、3つの川の流域を造っている。すなわちミシシッピ川を下ってメキシコ湾に至るもの、東のセントローレンス水路を通って大西洋に抜けるもの、およびハドソン湾に流れて北極海に至るものである。
この州は「1万湖の国」というニックネームがあり、これは決して大げさなものではない。面積10エーカー (40,000 m2) 以上の湖は、11,842個あるとされる。州領域に入るスペリオル湖が州内での面積最大（962,700 エーカー、3,850 km2)、かつ最大水深 (1,290 フィート、393 m) となっている。このためミネソタ州で発行されている自動車ナンバープレートに愛称の「10,000Lakes」が刻まれている。州内には6,564の天然河川があり、その全長は69,000マイル (110,000 km) である。ミシシッピ川はイタスカ湖の水源に始まり、アイオワ州境まで680マイル (1,090 km) を下っている。フォートスネリングでミネソタ川が合流し、ヘイスティイングス近くでセントクロワ川、ワバシャでチッペワ川など、多くの小さな川が集まっている。アガシー湖から流れ出るレッド川は州北西部を北に流れ、カナダのハドソン湾に向かっている。州内には約1,060万エーカー (42,900 km2) の湿地があり、アラスカ州を除けば全米最大である。

### 植物相と動物相

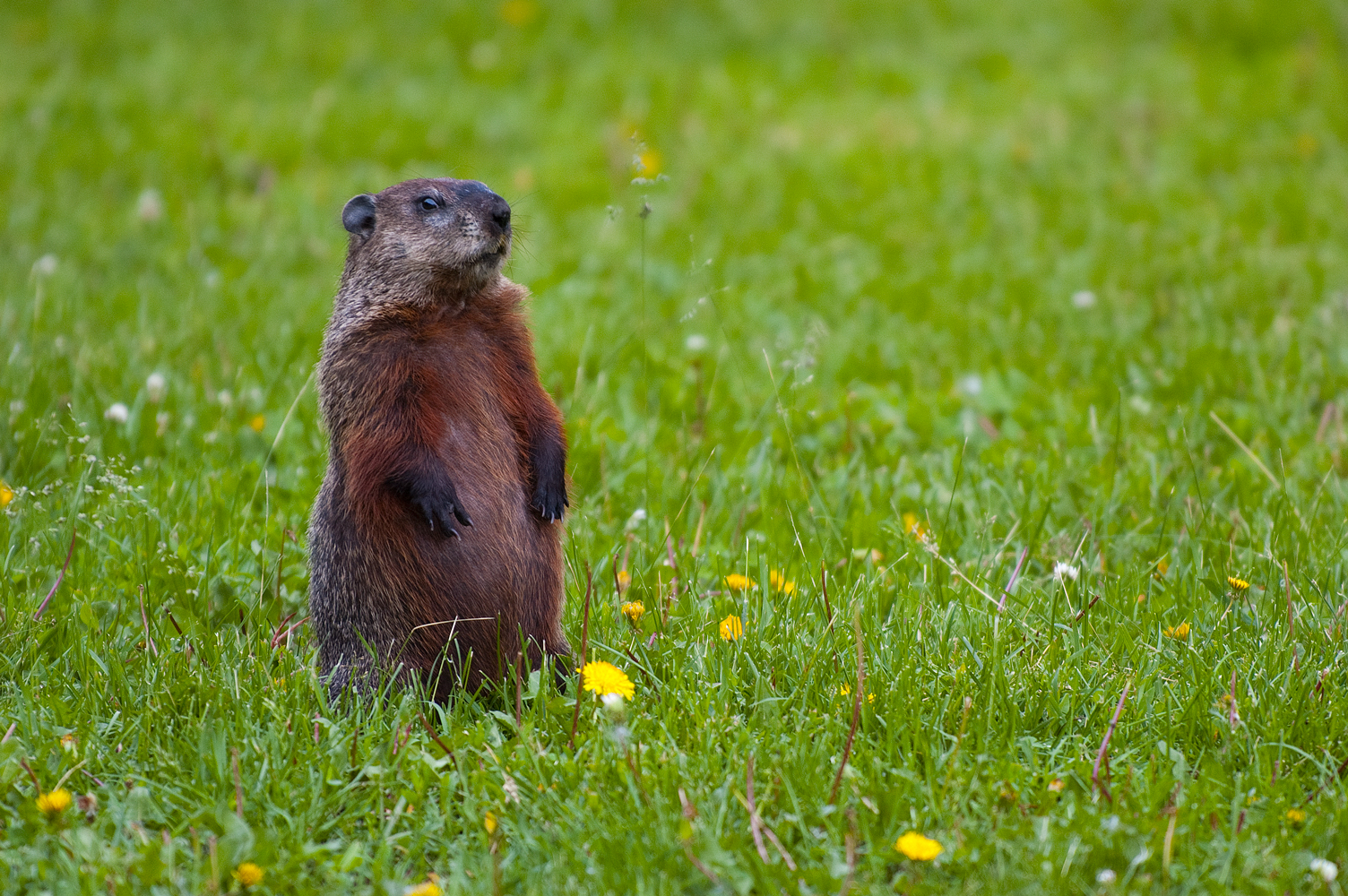
ミネアポリス市、ミシシッピ川岸で見られるウッドチャック

ミネソタ州には4つの生態地域がある。南西部と西部の「プレーリー・パークランド」、南東部の「東部広葉樹林地帯」（ビッグウッズ）、これが北西部に細く延びて「トールグラス・アスペン・パークランド」に移行し、北部では針葉樹と広葉樹の間の遷移森林である「ローレンシア混合樹林地帯」がある。これら北部の森林は広大な松とトウヒの原生林にところどころカバノキとポプラが混じっている。
州北部の森林は大半が伐採の対象となってきており、今日ではチッペワ国立の森やスペリオル国立の森など幾らかの原生林があるだけとなっている。バウンダリー・ウォーターズ・カヌー原生地域には40万エーカー (1,600 km2) の未伐採森林がある。伐採は続いているが、植林によって州内森林の3分の1は保たれている。プレーリーとオーク・サバンナのほとんど全ては、農業、牧畜、製材、および郊外開発のために破壊されるか、小さく囲われることになった。
生息域が失われることで、アメリカテン、アメリカアカシカ、ウッドランド・カリブー、アメリカバイソンなどの動物に影響を与えているが、オジロジカやボブキャットなどは個体数を増やしている。アラスカ州を除くアメリカ合衆国本土の中で野生のオオカミが最も多く生息しており、2007年現在の生息数は約3000頭と推定されている。またクロクマやヘラジカも健在である。渡り鳥の飛行コースであるミシシッピ・フライウェイにあり、ガンやカモなどの水鳥や、ライチョウ、キジ、シチメンチョウなども見られる。猛禽類も多く、2007年時点でハクトウワシの番い数では大陸48州の中で最大だった。他にもアカオノスリやシロフクロウなどがいる。湖にはウォールアイ、バス、カワカマスなどが生息し、南東部の水流にはカワマス、ブラウントラウト、ニジマスなどがいる。

### 気候
ミネソタ州は大陸性気候に属し、寒冷な冬と暑い夏といったように、気温の日較差及び年較差が大きい。過去の最高最低気温の差は174°F (96 ℃) もある。過去最低気温は1996年2月2日にタワーで記録された-60°F (-51 ℃)、過去最高気温は1936年7月6日にムーアヘッドで記録された114°F (46 ℃) だった。州内最大の都市ミネアポリスや州都セントポールでも、冬は-20℃を下回る日があり、夏には30℃を越える温度の高い日がある。州北端、カナダ国境の町インターナショナルフォールズは年平均気温が約3℃で、アラスカ州の都市・町村とロッキー山中の町村以外では最も寒い都市として知られている。州全体の平均気温としては、最も寒い1月が-11.5℃。最も暑い6月が22.8℃。南部と北部では5度から10度くらいの気温差があるので北部では平均気温よりも5度以上寒い（夏では暑い）と考えられる。「アメリカの冷蔵庫」の異名がある。冬場には、自動車のタイヤが凍る「スクエアタイヤ」や、自動車の排気ガスが路面に吹き付けられて凍る「ブラックアイス」などの現象が起きることがある。
雨、雪、吹雪、雷、雹、竜巻および高速直線風などの事象が起きている。植物の成長期は、北のアイアンレンジで年間90日、南東部のミシシッピ川近くで年間160日と変化しており、年間平均気温は37°F (3 ℃) から49°F (9 ℃) まである。夏の平均露点温度は、南部で約58°F (14.4 ℃)、北部で48°F (8.9 ℃)である。州全体の平均年間降水量は720 mm。平均年間降雪量は126 cmである。降水量も所によって変わり、19インチ (483 mm) から35インチ (889 mm)である。干ばつは10年から50年の周期で起こっている。
3月から6月ごろは竜巻が発生するシーズンで時には避難命令が出されることも。また、州の東端を流れるミシシッピ川とその支流は、春に雪解け水や川一面を覆っていた氷が溶け出すことによる増水でしばし氾濫することがある。この雪解け水で一番被害を受けるのがミネソタ州の南にあるアイオワ州などである。

### 保護地域

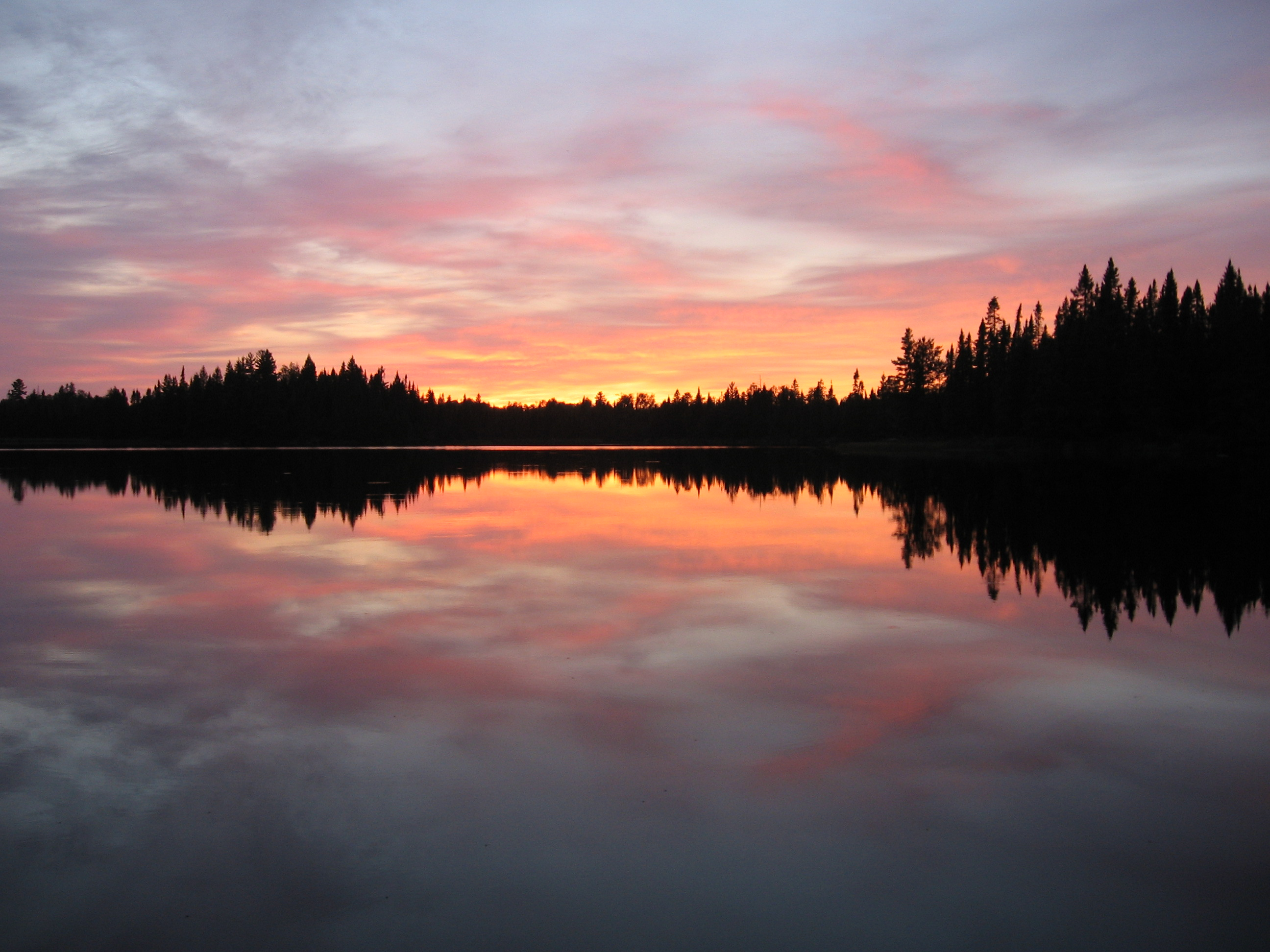
バウンダリー・ウォーターズ・カヌー原生地域のポーズ湖

ミネソタ州で最初の州立公園は1891年制定のイタスカ州立公園であり、ミシシッピ川の水源でもある。現在では72の州立公園とレクリエーション地域、面積約400万エーカー (16,000 km²)の58の州有林、および数多い野生生物保護区があり、全てミネソタ州天然資源省が管理している。チッペワとスペリオルの国立の森は広さが550万エーカー (22,000 km²) ある。北東部のスペリオル国立の森には広さ100万エーカー (4,000 km²) 以上のバウンダリー・ウォーターズ・カヌー原生地域があり、1,000の湖がある。その西にはボエジャーズ国立公園がある。ミシシッピ川国立河川レクリエーション地域は長さ72マイル (115 km) の回廊であり、ミシシッピ川に沿ってミネアポリス・セントポール都市圏を抜け、様々な歴史、文化、地質など興味ある地点を繋いでいる。

## 人口動態

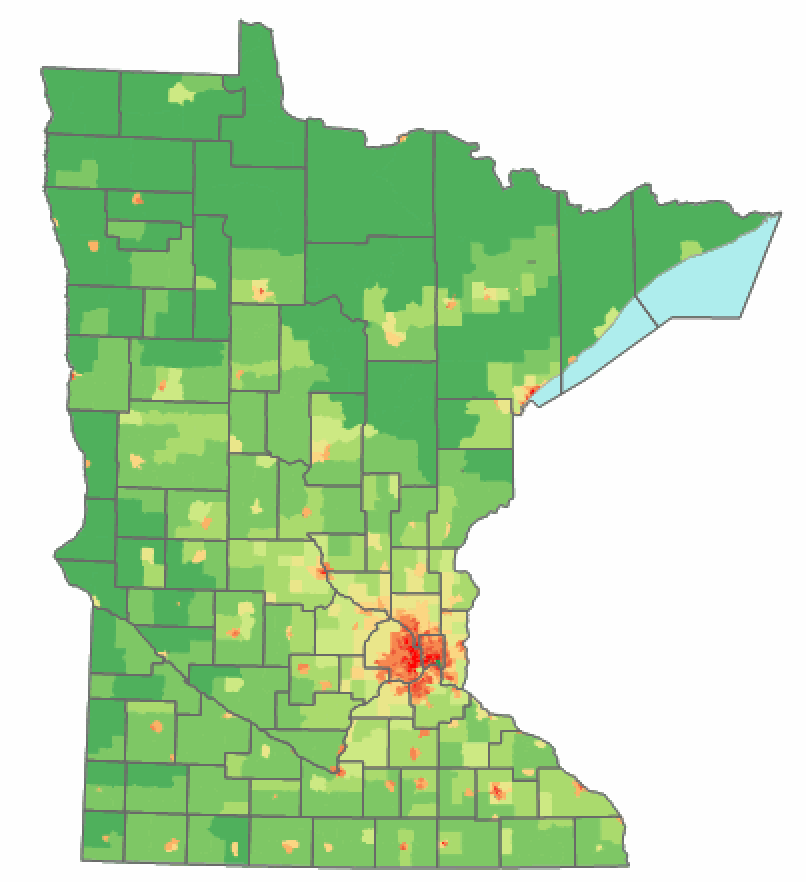
ミネソタ州の人口密度図

ミネソタ州の人口は1850年で6,100人足らずだった。それが1900年までに170万人にまで成長し、その後の60年間は10年毎に15%の成長をみて1960年には340万人と1900年の2倍になった。その後は成長が鈍化し1970年までの10年間では11%、さらにその後の30年間は10年毎の平均成長率で9%台となり、2000年時点で490万人となった。2010年国勢調査で初めて500万人を超え、2020年国勢調査時点では5,706,494人で、2010年と比較して7.59%の増加となった。人口成長率、さらに年齢層構成はほぼ全国平均に近い。ミネソタ州の人口重心はヘネピン郡のロジャーズ市にある。
2004年現在、ミネソタ州民の6.1%は外国生まれであり、全米平均の11.1%と比較すると小さい。

### 祖先及び人種
2010年に州内で申告された祖先による構成比は以下の通りだった。
- 37.9% ドイツ系
- 32.1% 北欧系（16.8% ノルウェー系、9.5% スウェーデン系、フィンランド系、デンマーク系、アイスランド系、フェロー諸島系、カレリア系)
- 11.7% アイルランド系
- 6.3% イギリス系
- 5.1% ポーランド系
- 4.2% フランス系
- 3.7% チェコ系

構成比が3％未満では、アメリカ人、イタリア系、オランダ系があり、2％未満ではサハラ以南のアフリカと東アフリカ系、スコットランド系などがあった。
また比較的新しい移民コミュニティーとしては、セントポールにある世界で2番目に大きなミャオ族の街が挙げられ、ミネソタ州はアメリカ合衆国で3番目にミャオ族(ラオス/タイ/ベトナムから)の人口が多い州である。また、ソマリア難民の大きなコミュニティも形成されている。
2010年時点で、ミネソタ州の人種的な構成は以下の通りである。
- 85.3% 白人（非ヒスパニックでは83.1％）
- 5.2% 黒人
- 4.0% アジア人
- 1.1% インディアン
- 0.1%未満 太平洋諸島系
- 2.4% その他の人種
- 1.8% 混血
- 4.7% 人種によらずヒスパニック系

1970年時点では人口の98.2％が白人だった。2011年の出生数のうち、非ヒスパニック白人に関わるものは72.3％だった。民族構成が多様化して少数民族が増えているが、それでも国内平均に比べればその構成比は小さい。

### 年齢層による人口分布
2000年時点の年齢層による人口分布は次の通りだった。
- 0-18 - 1,361,616人 (27.7%)
- 19-34 - 1,068,850人 (21.7%)
- 35-64 - 1,894,747人 (38.6%)
- 65+ - 594,266人 (12.1%)

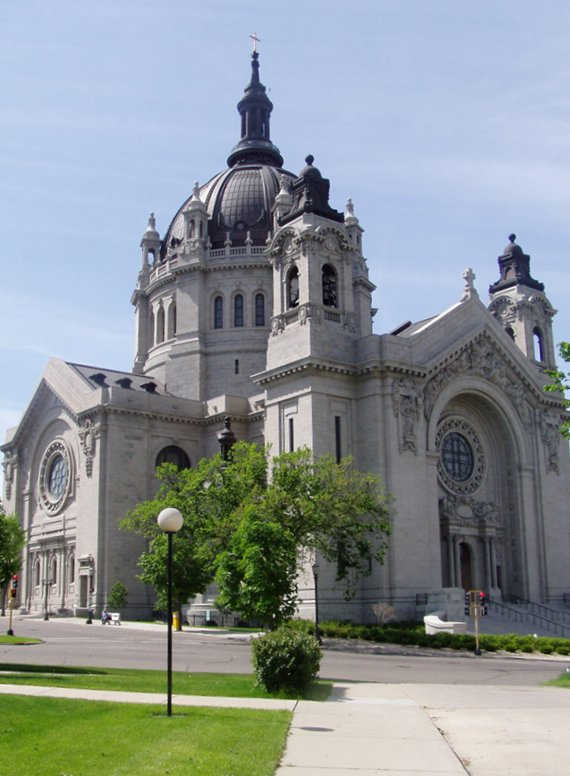
セントポール市にあるフランス・ルネッサンス様式のセントポール大聖堂

### 宗教
ミネソタ州民の60%近くはプロテスタント (多くが主流派) である。一方、中規模のローマ・カトリック・コミュニティもある（州人口の約4分の1）。この州で最大のプロテスタント宗派はルター派教会である。
また、近年の移民によって新たな宗教がもたらされ、主としてミネアポリス、セントポールなどにイスラム教のモスク、仏教寺院、及びヒンドゥー教寺院も建設されている。しかし、キリスト教以外の宗教の信者の数は少ない。
- キリスト教 – 84%
  - プロテスタント – 58%
    - ルター派教会 (アメリカ福音ルター派教会 など)– 26%
    - バプテスト – 5%
    - メソジスト – 4%
    - 長老派教会 – 3%
    - 他のプロテスタント – 20%

  - ローマ・カトリック – 28%
  - 他のキリスト教 – 1%
- 他の宗教 – 1%
- 無宗教/不可知論者 – 13%

## 都市と町
| 順位 | 都市名             | 人口    |
| ---- | ------------------ | ------- |
| 1    | ミネアポリス       | 429,954 |
| 2    | セントポール       | 311,527 |
| 3    | ロチェスター       | 121,395 |
| 4    | ブルーミントン     | 89,987  |
| 5    | ダルース           | 86,697  |
| 6    | ブルックリンパーク | 86,478  |
| 7    | プリマス           | 81,026  |
| 8    | ウッドベリー       | 75,102  |
| 9    | メイプルグローブ   | 70,253  |
| 10   | ブレイン           | 70,222  |
| 11   | レイクビル         | 69,490  |
| 12   | セントクラウド     | 68,881  |
| 13   | イーガン           | 68,855  |
| 14   | バーンズビル       | 64,317  |
| 15   | イーデンプレーリー | 64,198  |
| 16   | クーンラピッズ     | 63,599  |
| 17   | アップルバレー     | 56,374  |
| 18   | ミネトンカ         | 53,781  |
| 19   | イーダイナ         | 53,494  |
| 20   | セントルイスパーク | 50,010  |

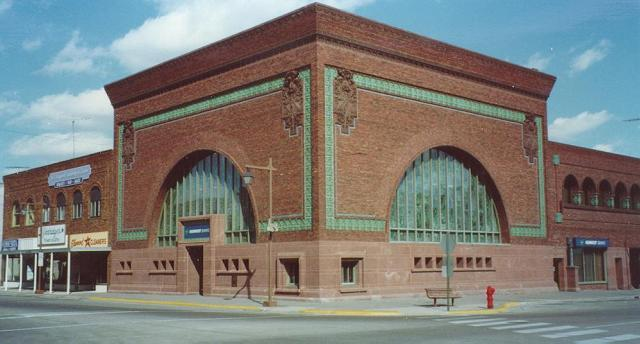
オワトナ市にあるナショナル・ファーマーズ銀行、ルイス・サリヴァン設計

セントポール市は1849年にミネソタ準州州都となり、1858年の州昇格後も州都であり続けている。州の東中部、ミシシッピ川岸にある。
セントポール市からミシシッピ川をはさんだ対岸には、州内で最も人口の多いミネアポリス市があり、両市に郊外部を併せた、15郡（うちミネソタ州内に13郡、残り2郡はウィスコンシン州）にまたがる都市圏を形成している。この都市圏はツインシティーズ都市圏と呼ばれ、州人口の6割以上にあたる3,690,261人（うちミネソタ州内には3,554,513人）の人口を抱え、全米16位の都市圏である。この都市圏にセントクラウド都市圏などを加えた広域都市圏は人口400万人を超える。州内の他の部分は「グレーター・ミネソタ」あるいは「アウトステート・ミネソタ」と呼ばれている。
2020年国勢調査時点で、州内に人口5万人を超える都市が20市ある。これら20市のうち17市がツインシティーズ都市圏に集中している。同都市圏外にあるのはロチェスター、ダルース、およびセントクラウドの3市のみで、しかもセントクラウドは前述の通りミネアポリス・セントポールの広域都市圏には含まれる。
それ以外では、ノースダコタ州ファーゴからレッド川をはさんだ対岸にあり、州北西部の中心都市ともなっているムーアヘッド、ミネアポリス・セントポール都市圏の南西にあり、ミネソタ州立大学（ツインシティーズに本部を置くミネソタ大学とは別物）が本部キャンパスを置くマンケイト、および州南東部の中心都市ウィノナが、州内の重要な都市として挙げられる。
ミネソタ州の人口増加は主に都市部で起きている。ツインシティーズ都市圏に入るシャーバーン郡とスコット郡の人口は1980年から2000年までの20年間で倍増したが、州内87郡のうち40郡は減少した。

## インディアン部族

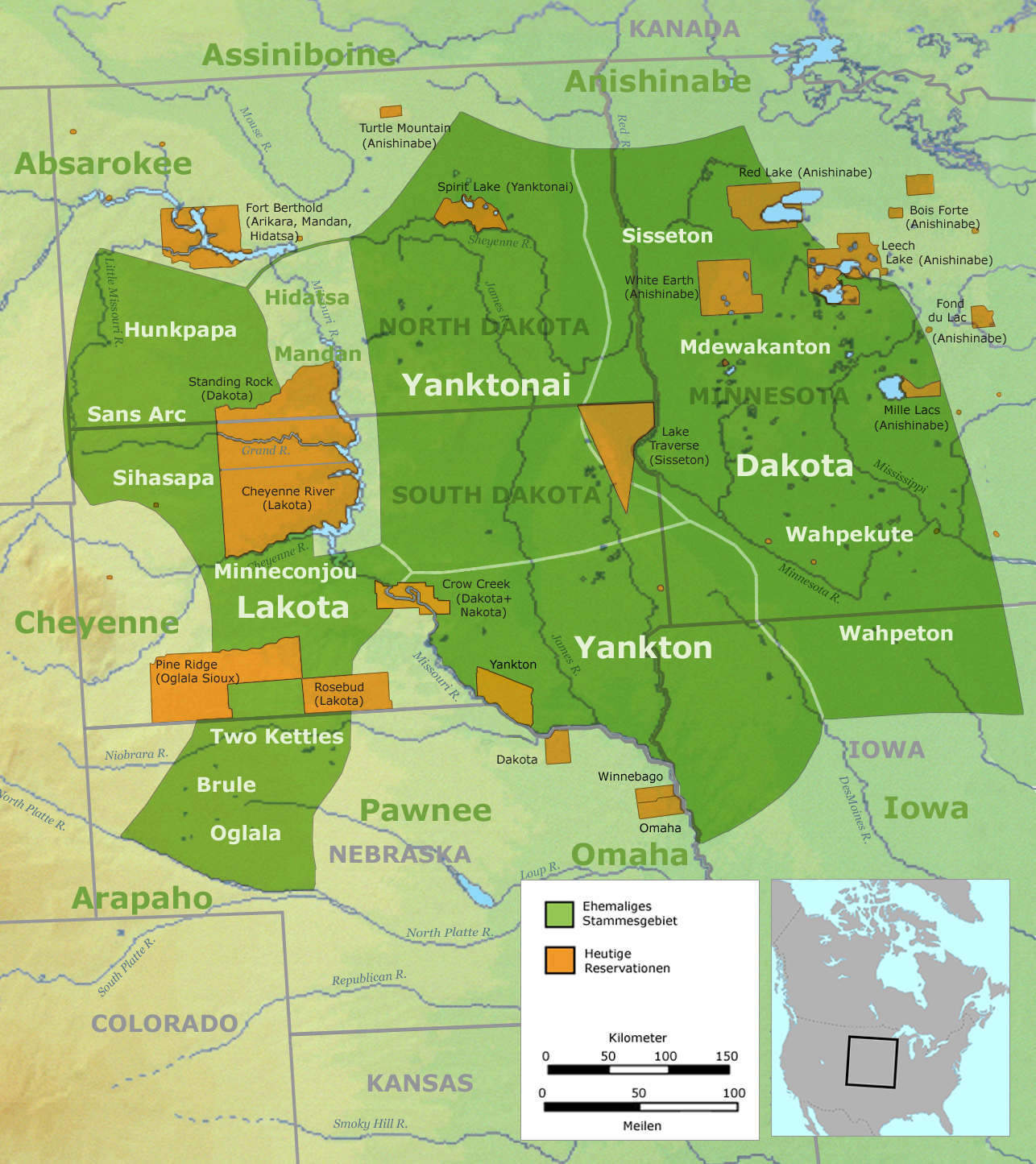
ミネソタ州周辺の、オジブワ族（アニシナアベ族）とダコタ・スー族の勢力図。橙色は現在の保留地

ミネソタ州では古来から、シャイアン族、アラパホー族、オジブワ族（チッペワ族）、ダコタ族、フォックス族、ミズーリ族、オマハ族、アイオワ族、オート族、オッタワ族、ソーク族、ポンカ族、ウィンネバーゴ族、ワイアンドット族（ヒューロン族）といった、農耕型と狩猟型のインディアン部族が混在していた。中でも最大勢力はチッペワ族とダコタ・スー族であり、この二部族はかつては宿敵として何度も交戦している。
ミネソタ州のパイプストーンでは、古代から「カトリナイト」と呼ばれる赤い石が産出され、これはインディアンのパイプの火皿の材料として欠かせない物である。スー族はこの赤い石を、彼らの先祖の血が固まったものと信じており、この採掘場はインディアンたちの争いを禁じた聖域となっていた。1880年代から1970年代まで合衆国によってインディアンの採掘権が奪われたが、現在はチッペワ族やスー族をはじめ、インディアンのみの独占採掘権が回復されている。

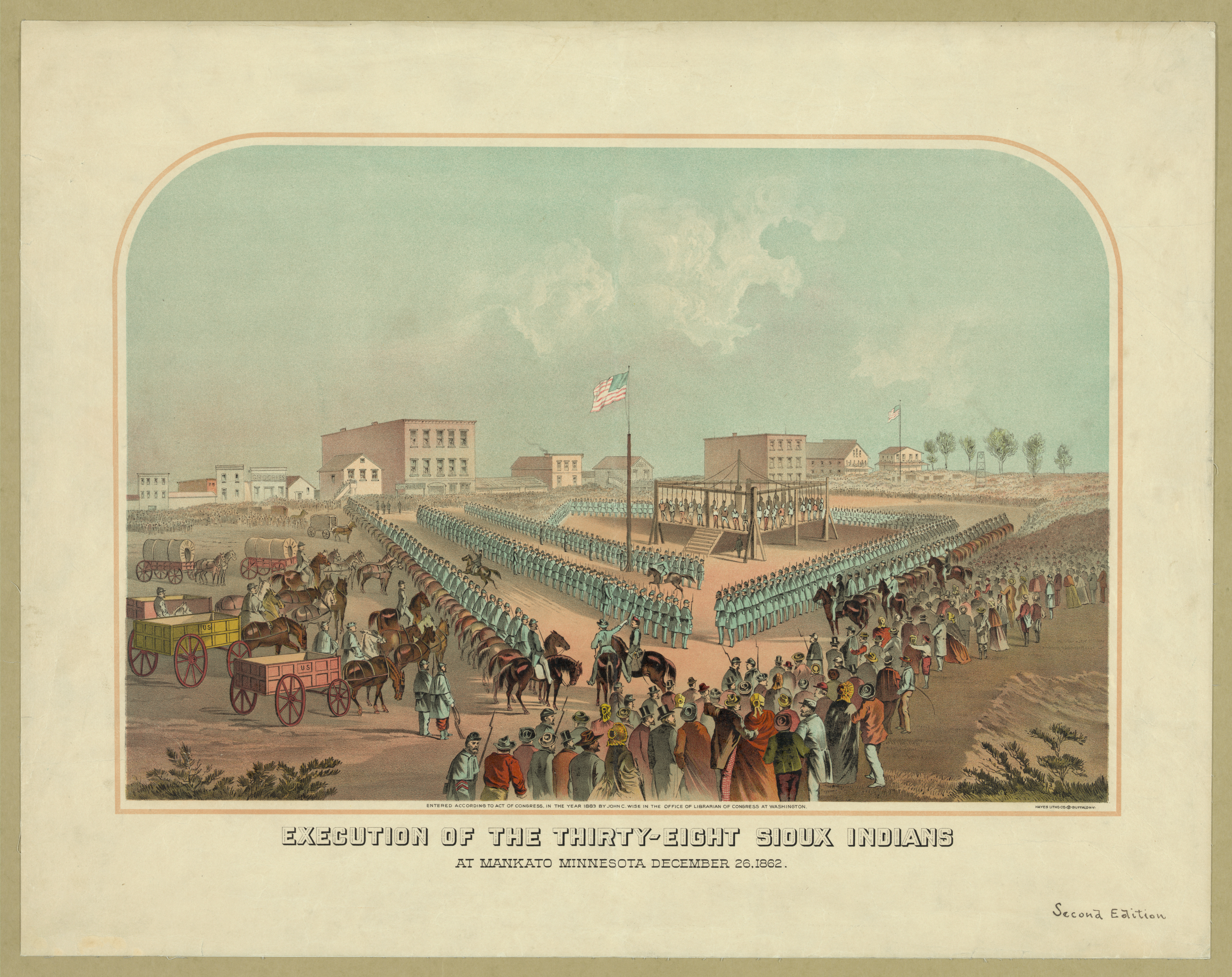
ミネソタ州マンカトで行われた、総勢38人のダコタ族に対する一斉絞首刑執行

1862年に、保留地で11年間に渡り飢餓状態となったダコタ・スー族が反乱を起こし（「ミネソタ大暴動」）、800人あまりの入植者が犠牲になったが連邦軍により鎮圧された。戦後、425人のスー族と1人のアフリカ系アメリカ人の戦闘員の裁判において、303人が有罪判決を受け死刑を宣告されたが、米国聖公会のヘンリー・ベンジャミン・ホイップル主教はエイブラハム・リンカーン大統領に恩赦を求め、それを受けた「（殺人を犯した）罪ある者だけ処刑せよ」との命により、39人を除いて死刑判決は懲役刑に減刑された。1862年12月26日、38人のスー族インディアンが、この年のクリスマスの翌日に特別誂えの絞首台で一斉に絞首刑を執行された。これは一度に絞首された人数として、現在もアメリカ刑史の最高記録を保持している。
現在、ダコタ・スー族とチッペワ族（オジブワ族）の2つのインディアン部族がアメリカ連邦政府から公式認定され、併せて11の保留地（Reservation）を領有している。
| ≪アメリカ連邦政府が公式認定しているインディアン部族≫ - 「ムデワカントン・スー族（ダコタ族）」 - 「チッペワ族・レッド湖畔バンド」 | ≪アメリカ連邦政府が公式認定していないインディアン部族・団体≫ - 「オジブワ族（チッペワ族）」 - 「ニミウィン・オジブワ族」 - 「カーベイカーノン・チッペワ族」 - 「オジブワ族・サンディ湖畔バンド」 - 「ケットル川バンド」 | - - 「ミシシッピ・オジブワ族・ライス湖畔バンド」 - 「ミネソタ・チッペワ族」 - 「ミネソタ・チッペワ族・スネーク&ナイフ川バンド」 - 「スー族」 - 「メンドタ・ムデワカントン・ダコタ共同体」 |

### インディアンとレッド・パワー

「AIM（アメリカインディアン運動）」の旗。黒、黄、白、赤の四色はそれぞれ「黒人」、「東洋人」、「白人」、「インディアン」の連帯を表している

ミネソタ州ミネアポリス市は、1968年に、チッペワ族（オジブワ族、またはアニシナアベ族）によって「アメリカインディアン運動（AIM）」が創設されて本部が置かれた、インディアンの全米規模での権利運動の端緒となった土地である。1960年代に高まり、文字通り全米を揺さぶった彼らの実力行使運動は、キング牧師ら黒人の公民権運動「ブラック・パワー運動」とも連携し、「レッド・パワー運動」と呼ばれた。黒人団体との決定的な方針の違いは、黒人たちがアメリカ社会への公平な参加を求めた「市民権運動」だったのに対し、インディアンたちの要求は合衆国と本来対等なインディアン部族の主権の確認を求めた、「権利の回復運動」であることだった。
ミネソタ州は、他にも以下のような歴史的な組織運動の先駆けの地となった。
- 1969年11月には、「第一回・全米インディアン教育会議」が開催された。AIMを中心とするインディアンたちは、インディアンを「野蛮人」扱いした教科書など学校教材の廃絶を要求して教育委員会を提訴し、これを撤廃させた。
- 1970年1月には「インディアン寄宿学校」による白人同化教育への対抗として、AIMによって、インディアンがインディアンの子供に、インディアンの伝統と知恵を教えるための教育組織「インディアンの生き残りのための学校（サバイバル・スクール）」の第一号「大地の心の生き残りの学校（Heart Of The Earth Survival School）」が創設され、1972年に公式なインディアン組織として認可された。これはカナダや全米に波及し、各地に「生き残りのための学校」が創設された。
- 1975年には、同市に「アメリカインディアン・サバイバルスクール連合（American Indian Federation Of Survival Schools）」が組織されるに到った。
- 1978年にはAIMによってミネソタ州の「チッペワ族ホワイトアース・インディアン保留地」で、「命の輪のサバイバルスクール（Circle of Life Survival School）」、またインディアン女性のための権利団体「すべての赤い国の女たち（Women of All Red Nations、WARN）」が組織されている。

### インディアンとスローフード

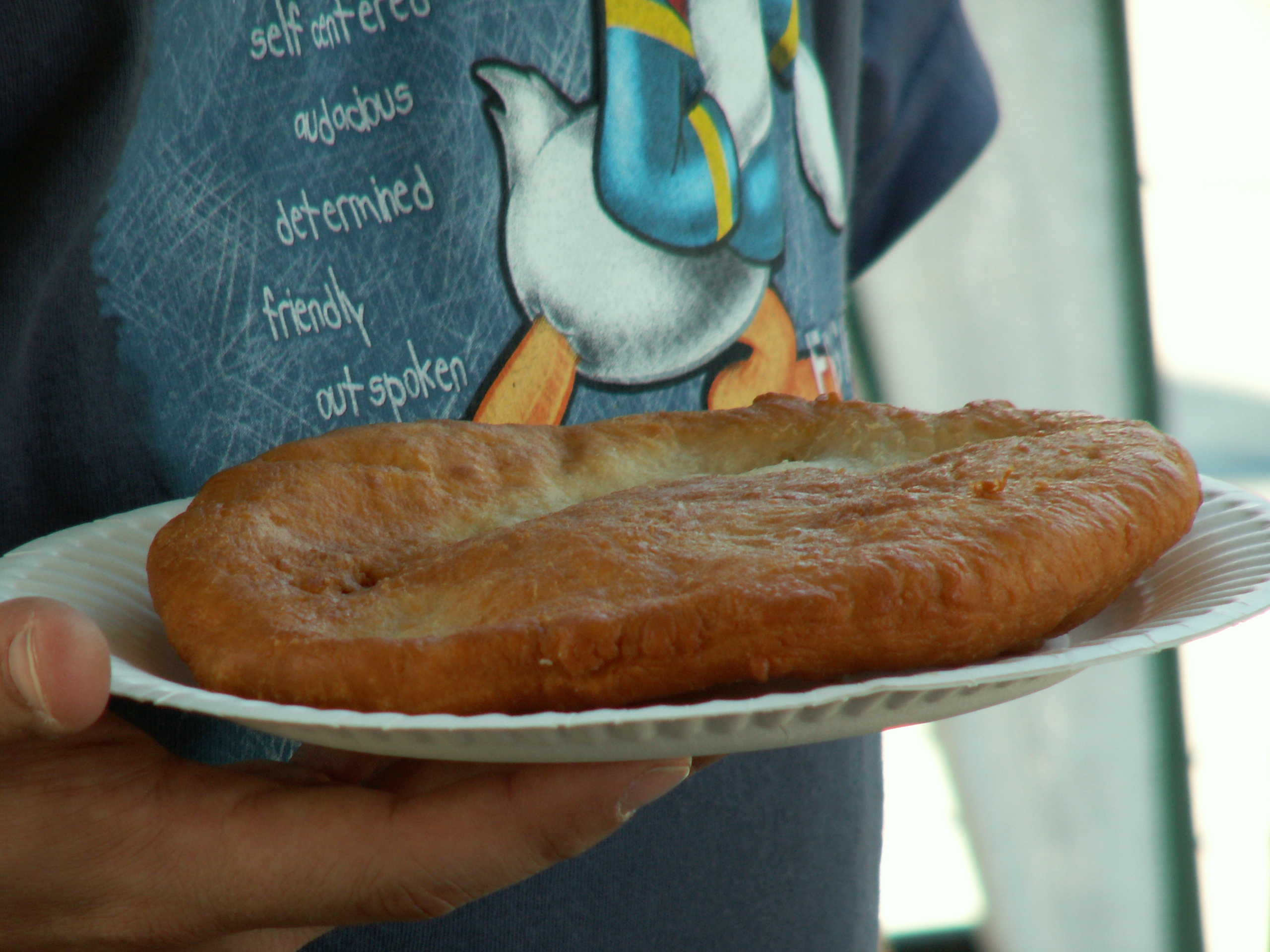
インディアンの「揚げパン」

インディアンがすべて保留地に囲い込まれた19世紀末から、合衆国政府はインディアンから農地や狩り場を奪って狩猟や漁猟を禁止し、また「インディアン寄宿学校」で伝統食文化を奪った。これと並行して「保留地への年金」として、小麦粉、砂糖、ラード、粉乳、乾燥豆、コーヒーなどの白人式の高カロリー食糧を支給した。これらの支給品に生鮮野菜などはなく、すべて缶詰や乾燥食品ばかりであり、栄養学的にも大変偏ったものだった。見慣れない「袋」を支給されたインディアンたちは当初、中身の小麦粉などを食べ物と思わずに捨ててしまい、袋を服に仕立てていたほどだった。こうして20世紀に入るころには、食生活を根本から変えさせられたインディアンたちの間で、脂で揚げて蜂蜜をかけた「揚げパン」などは、すっかり彼らの「伝統食」にとって代わってしまった。
第二次大戦が終わると、食糧生産の過剰もあいまって、インディアンやエスキモーへの食糧支給品はさらに高カロリー化し、アリゾナ州のピマ族などは糖尿病罹病率が全米の白人の19倍という高確率となり、「世界一肥満の多い民族」となってしまった。インディアン部族の医療費は年次高まり部族を悩ませる一方であり、またこの肥満の問題は今やインディアンやエスキモーだけでなく、全米の低所得者家庭に見られる国家的病症の様相を呈している。
AIMの創設者で、同団体の指導者を務めたオジブワ族のデニス・バンクスは、1990年代から故郷のミネソタ州の「リーチ湖畔インディアン保留地」で、地元の食材を使った伝統食の復興運動に取り組んでいる。バンクスはオジブワ族の伝統食材としてのマコモ、カエデ蜜を部族の特産品とし、また「バッファロー牧場」で低カロリー食品としてのバッファロー肉を生産、インディアン茶（ハーブ茶）などと併せてブランド化している。これらの取組みは世界的なスローフードの観点から注目され、リリース商品は日本にも及んでいる。

### インディアン・カジノ
同州では、連邦認定されているチッペワ族とダコタ族がそれぞれカジノ事業を展開している。チッペワ族の部族カジノは、隣州ミシガン州のチッペワ族によっても開設されている。
2009年6月には、「インディアン・カジノ・マガジン」誌によって、ダコタ族の「宝島リゾート&カジノ」が、全米で約360ある部族カジノのうち「最もセクシーなインディアン・カジノ」のベスト10中第3位に挙げられ、その娯楽性が絶賛されている。
| - チッペワ族 - 「レッド湖畔バンド」 - 「赤い湖の七氏族のカジノ」 - 「川の滝の酋長の七氏族のカジノ」 - 「七氏族のカジノ・ウォーロード」 - 「スペリオル湖畔フォンデュラク・バンド」 - 「黒熊のカジノ・リゾート」 - 「フォンデュラス・カジノ」 - 「リーチ湖畔バンド」 - 「北の灯りのカジノ」 | - - 「白いオークのカジノ」 - 「グランドポーテージ・バンド」 - 「グランドポーテージ・ロッジ&カジノ」 - 「白い大地のバンド」 - 「流れ星のカジノホテル&イベントセンター」 - 「ミ・ラックス・バンド」 - 「グランドカジノ・ミ・ラックス」 - 「グランドカジノ・ヒンクリー」 - 「ボイ・フォート・バンド」 - 「フォーチュン湾リゾートカジノ」 | - ダコタ・スー族 - 「平原島インディアン共同体」 - 「宝島リゾート&カジノ」 - 「上スー族インディアン共同体」 - 「平原の端のカジノ・リゾート」 - 「蛍の小川のビンゴ場」 - 「下スー族インディアン共同体」 - 「ジャックポット・ジャンクション・カジノホテル」 - 「シャコペー・ムデワカントン・スー族」 - 「ミスティック湖畔カジノホテル」 - 「小さな六つのカジノ」 |

## 政治と法律
アメリカ合衆国政府と同じく、ミネソタ州の政権は行政、立法、そして司法の3権に分かれている。

### 行政府

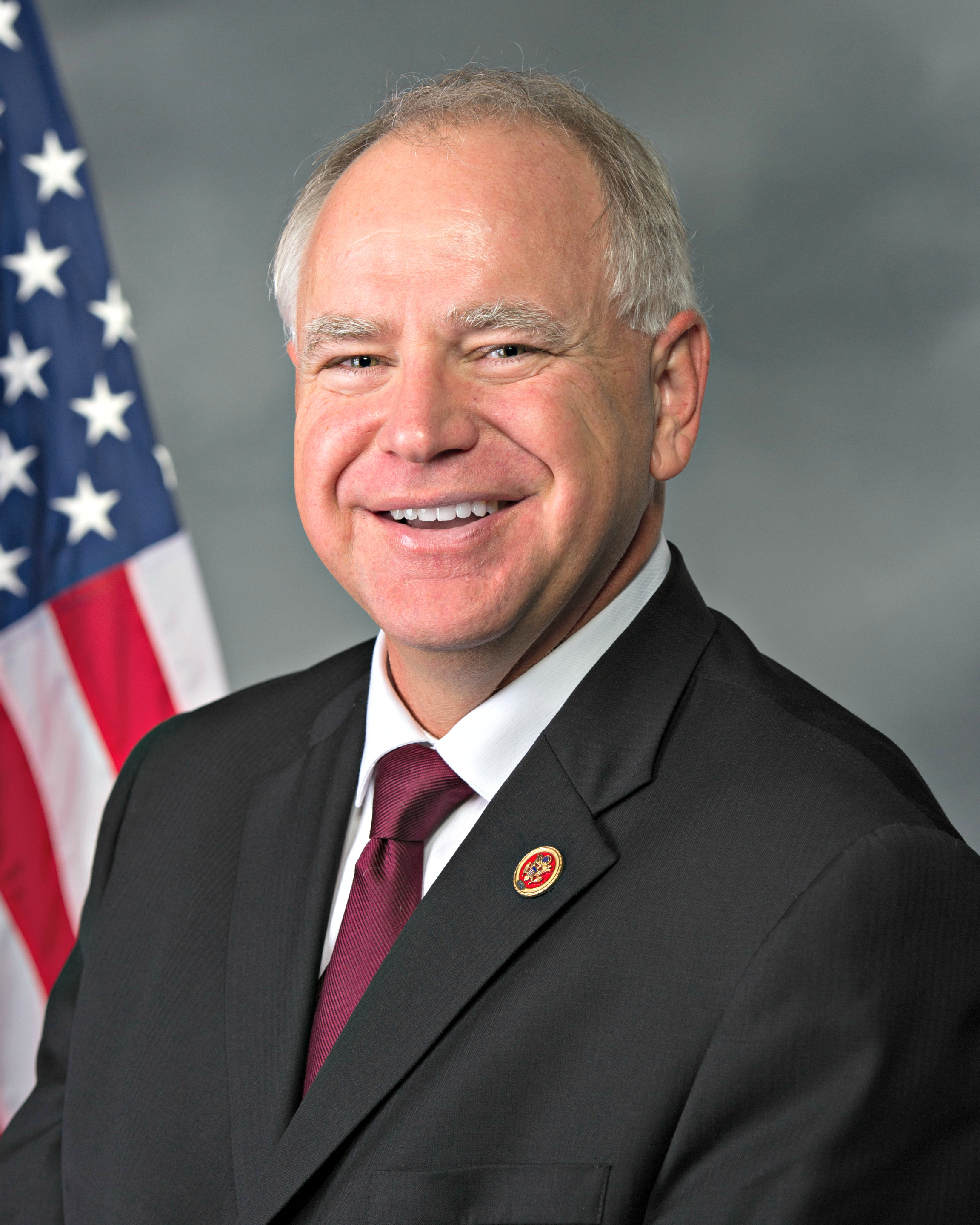
ティム・ウォルズ

行政府の長はミネソタ州知事である。現在の知事は2019年1月7日に就任したミネソタ民主農民労働党のティム・ウォルズ、ミネソタ州副知事は同じくミネソタ民主農民労働党のペギー・フラナガンである。知事及び副知事は4年ごとに改選される。州の内閣はコミッショナーと呼ばれる各種州機関の長で構成される。他に憲法の規定によって選挙で選ばれる役職として、州務長官、検察長官、州監査官がある。

### 州法
現在、ミネソタ州においては、死刑制度は廃止されている。

### 立法府

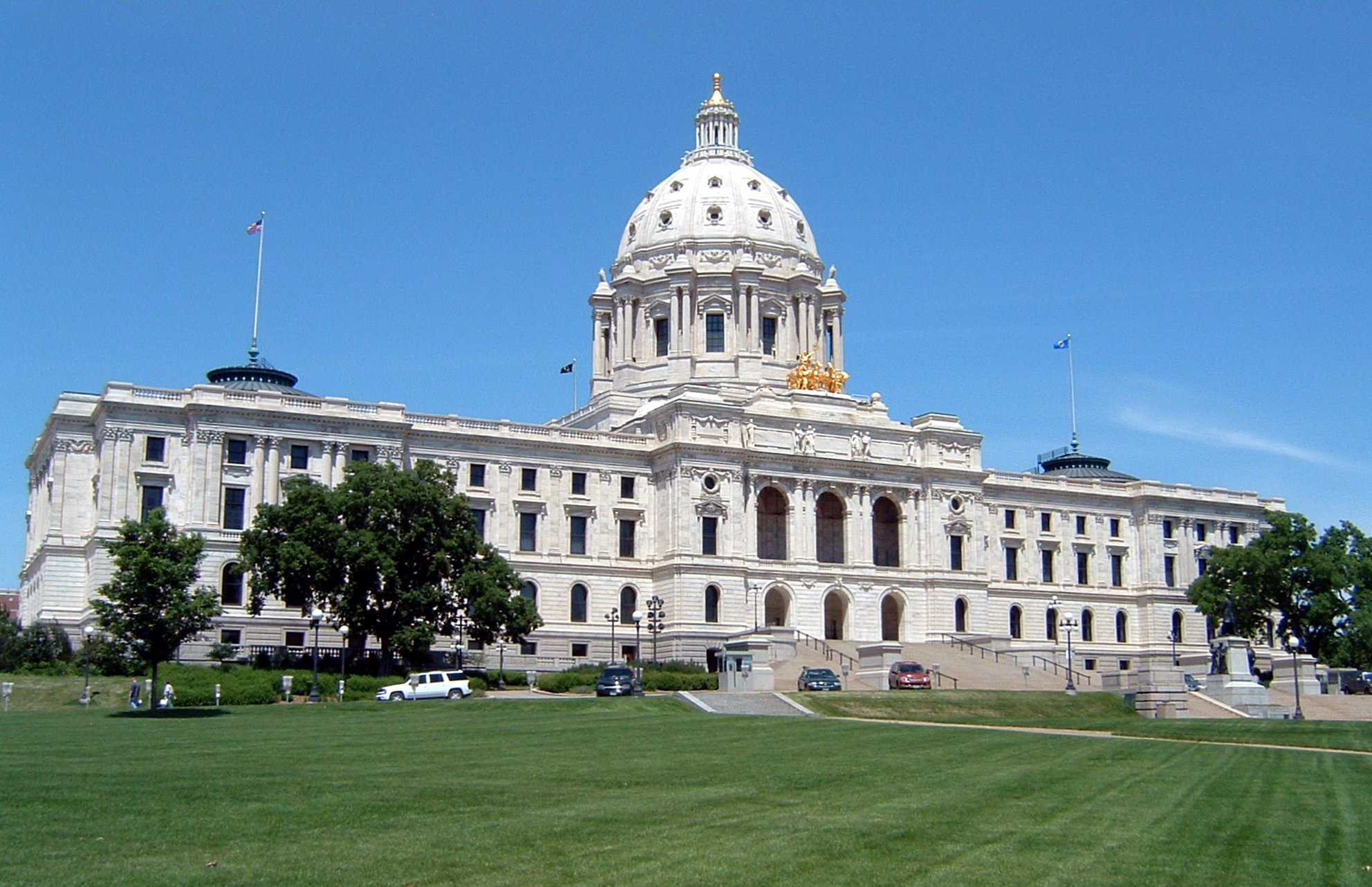
セントポール市にあるミネソタ州会議事堂、キャス・ギルバート設計

ミネソタ州議会は上院と下院の両院制である。州内には67の選挙区があり、それぞれ約6万人の住民が含まれている。各選挙区から上院議員1人、下院議員2人を選出する（下院議員選挙は各選挙区がさらに2つに分かれる）。上院議員の任期は4年間、下院議員の任期は2年間である。2024年に行われた選挙で、上院が33-33(空席1)と共和党とミネソタ民主農民労働党が同数、下院が67-66(空席1)と共和党が半数を占めミネソタ民主農民労働党は半数を割っている。

### 司法府
ミネソタ州の司法府は3段階である。大半の審問は一般的管轄権のある地区裁判所で始まる。10の地区裁判所に272人の判事がいる。第一審に対する控訴と特定の州政府判断に対する異議申し立てはミネソタ州控訴裁判所が審問する。判事は9人おり、通常3人1組で審問にあたる。判事7人で構成されるミネソタ州最高裁判所は、税務裁判所からの控訴、労働災害給付控訴裁判所からの控訴、第一級殺人事件、および控訴裁判所からの委託事件の全てを審問する。選挙に関わる論争については第一審査権がある。
税務裁判所と労働災害給付控訴裁判所は特殊目的裁判所として設立されており、税務裁判所は刑事事件の関わらない税務事件を取り扱う。

### 地方政府
国内のどこにもある市や郡レベルの地方政府に加えて、行政的監督と企画を行う政府がある。ツインシティーズ都市圏での特定行動はメトロポリタン・カウンシルが調整を行い、多くの湖と河川は流域地区と土壌水質保存地区が監督している。

### 連邦議会議員
ミネソタ州選出アメリカ合衆国上院議員はエイミー・クロブシャーとティナ・スミスであり、共に民主党員である。ミネソタ州選出者としては初の女性上院議員であるクロブシャーは2006年の初当選から連続して任期を重ねている。スミスはセクハラ疑惑で辞任したアル・フランケンの後任として2018年にミネソタ州知事マーク・デイトンから上院議員に指名された。
アメリカ合衆国下院には8人を送り出している。ミネソタ州の民主党はミネソタ民主農民労働党と称しており、下院議員を4人送っている。他の下院議員4人は共和党員（ミネソタ共和党）で。
連邦裁判所に送る案件はアメリカ合衆国地区裁判所ミネソタ地区で審問され、ミネアポリス市、セントポール市、ファーガスフォールズ市にある。その控訴案件はミズーリ州セントルイス市にある第8巡回控訴裁判所で審問され、定期的にセントポール市でも審問される。

## 選挙結果
| 年     | 役職     | ミネソタ共和党 | ミネソタ民主 農民労働党 | その他 |
| ------ | -------- | -------------- | ----------------------- | ------ |
| 2008年 | 大統領   | 43.8%          | 54.1%                   | 2.1%   |
| 2008年 | 上院議員 | 42.0%          | 42.0%                   | 16.0%  |
| 2006年 | 州知事   | 46.7%          | 45.7%                   | 7.6%   |
| 2006年 | 上院議員 | 37.9%          | 58.1%                   | 4.0%   |
| 2004年 | 大統領   | 47.6%          | 51.1%                   | 1.3%   |
| 2002年 | 州知事   | 44.4%          | 33.5%                   | 22.1%  |
| 2002年 | 上院議員 | 49.5%          | 47.3%                   | 1.0%   |
| 2000年 | 大統領   | 45.5%          | 47.9%                   | 6.6%   |
| 2000年 | 上院議員 | 43.3%          | 48.8%                   | 7.9%   |
| 1998年 | 州知事   | 34.3%          | 28.1%                   | 37.6%  |
| 1996年 | 大統領   | 35.0%          | 51.1%                   | 13.9%  |
| 1996年 | 上院議員 | 41.3%          | 50.3%                   | 8.4%   |
| 1994年 | 州知事   | 63.3%          | 34.1%                   | 2.6%   |
| 1994年 | 上院議員 | 49.1%          | 44.1%                   | 6.8%   |
| 1992年 | 大統領   | 31.9%          | 43.5%                   | 24.6%  |

ミネソタ州は政治的に活動的な市民性で知られ、昔からポピュリズムが政党の中の推進力になってきた。州法ではリベラルな有権者登録を規定していることもあって投票率が一貫して高く、選挙違反の事例は事実上無い。2008年アメリカ合衆国大統領選挙では有権者の77.9％が投票しており、国内平均の61.2％に比べて高かった。以前は未登録有権者でも住民票の提示により選挙日の投票所で登録できた。
大統領選挙と民主党候補連勝記録
1948年民主党全国大会でヒューバート・ハンフリーが行った演説は全国的な注目を集めた。1968年のニューハンプシャー州予備選挙におけるユージーン・マッカーシーの反戦論とその人気が、その年の大統領選挙候補指名争いでリンドン・B・ジョンソンを脱落させた可能性が強い。ミネソタ州は1976年以来一貫して大統領選挙では民主党候補を選んできており、この期間は他のどの州の実績よりも長い。ロナルド・レーガンが地滑り的圧勝を収めた1984年の大統領選挙でレーガンを選ばなかった唯一の州でもある（行政上州と扱われていない首都ワシントンDCを除く）。1960年以降でも1972年のみが唯一の例外であり、この時のみ共和党候補であるリチャード・ニクソンを選んだ。このため、大統領選挙においては民主党候補が強いブルー・ステートとみなされているが、1984年の選挙は民主党候補者が地元出身のウォルター・モンデールであった影響が大きく、近年は2000年、2016年のように接戦となったケースもあり、必ずしも民主党が圧倒的に優位というわけではない。
州内独自政党
民主党も共和党も二大政党には違いないが、州レベルでの民主党の方は異なる政党であり、公式にはミネソタ民主農民労働党と呼ばれている。1944年にミネソタ民主党と、農夫労働者党が合流したこの党が、事実上全国的な民主党に代わるものとなっており、民主党との違いは機能的な専門性である。
州内では第三政党の活動も活発である。現在独立党と称する改革党は、ブルックリンパーク市の前市長を当選させ、また1998年にはプロレスラーのジェシー・ベンチュラを州知事に当選させた。独立党は主要政党の位置を保つだけの支持を得てきている。アメリカ緑の党は主要政党の位置にないが、ミネアポリス市やダルース市など都市の政府には多くの議員を送っており、地方役員の選挙では民主党と競っている。「主要政党」は選挙に州の資金を使うことを認められる状態であり、州知事など州全体の選挙で5％以上を得票した団体に認定されている。
中間選挙
1990年代初期から連邦政府の代議員を二大政党が分け合う時代が続いた。2006年中間選挙では、民主党が知事職と副知事職を除いた州の役人を独占した。共和党の知事と副知事候補は接戦で再選を果たした。民主党は州議会両院で2桁の議席増を果たし、アメリカ合衆国上院議員にはエイミー・クロブシャーを当選させ、下院議員も1人増やした。キース・エリソンはミネソタ州からアメリカ合衆国下院に送り出す最初のアフリカ系アメリカ人、かつ全国的には最初のイスラム教徒となった。2008年の上院議員選挙では、民主党員で元コメディアン、ラジオのトークショー司会者のアル・フランケンが、現職の共和党員ノーム・コールマンを破った。総投票数300万票のうち僅か数百票の差だった。2010年の中間選挙では、共和党が州議会両院の支配を取り戻したが、これは38年ぶりのことだった。民主党は20年ぶりに州知事を当選させた。

## 経済・産業

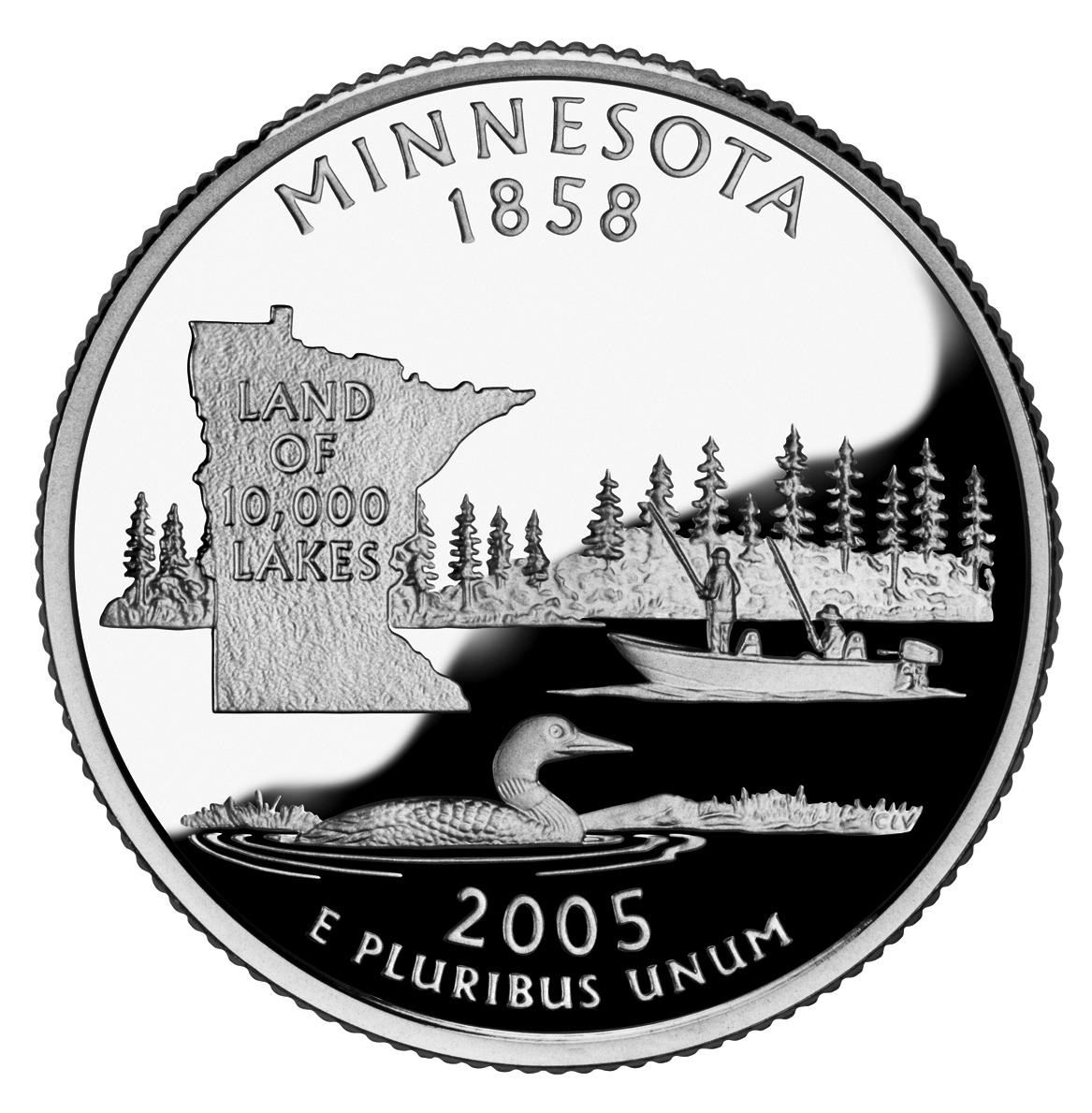
ミネソタ州 4分の1ドル硬貨

経済分析局推計では2008年のミネソタ州の総州生産高が2,620億ドルだった。2008年の一人当たりの収入はアメリカ合衆国内で10番目になる、42,772米ドルだった。2002年から2004年の3年間の世帯ごとの収入中央値はアメリカ合衆国内で5番目となる55,914米ドルであり、大西洋岸の州を除いた36州ではトップだった。郡の世帯ごとの収入中央値は17,369米ドル（トッド郡）から42,313米ドル（大都市圏の一部、ヘネピン郡）までにわたっている。一般的に、収入は多くの都市部で高く、州の北西部で特に低くなっている。
ミネソタ州はかつて原材料の生産州だったが、その経済は最終製品やサービスを強調できるほど変化してきた。おそらくその最も重要な特性は多様性である。その事業部門から送り出されるものは全米のそれに極めて合致している。2008年でアメリカ合衆国の売り上げトップ1,000社の中に、ミネソタ州に本社を置く会社は32社ある。例えば、ターゲット、ユナイテッドヘルス・グループ、3M、メドトロニック、ジェネラルミルズ、USバンコープ、アメリプライズ、ホーメル、ランドオーレイクス、スーパーバリュー、ベスト・バイおよびバルスパーである。ミネソタ州に基盤を置く会社として全米最大の民間会社カーギルやラディッソン・ホテルズの親会社カールソン・カンパニーズがある。
2011年6月時点の州失業率は6.7％だった。

### 主要産業/製品
セントポール市とミネアポリス市はカーギル、3M Co. (元ミネソタ・マイニング・アンド・マニュファクチュアリング社)、ノースウエスト航空（現：デルタ航空）、ターゲット、USバンコープ、w:Thrivent Financial for Lutherans、メドトロニック (w:Medtronic)、エコラボ(w:Ecolab)、ベスト・バイ、クレイ、イメーション、国際的なデイリークイーン、Regis Corporation、ゼネラル・ミルズ及びウェルズ・ファーゴの地域本部、キャタピラー社並びにハネウェルを含む、多様な主要なビジネスの本拠地となっている。ロチェスター市はメイヨー・クリニックの本部があり、IBMの重要な製造工場がある。アメリカ合衆国内で最大のショッピングモール、モール・オブ・アメリカはミネアポリス・セントポール郊外のブルーミントンに位置している。ミネソタ州マーシャルを本拠地としている、w:Schwan Food Companyはアメリカ合衆国内の冷凍食品会社ブランドとして、最大級の会社でありミネソタ州内で2番目に大きな同族企業である。
ミネソタ州はミシシッピ川や五大湖を利用した水上交通の起点となっており、ダルースの内陸港湾、この州を十文字に走っている鉄道、セミトレーラ及びバス会社、州間高速道路I-35およびI-94、さらに主要な航空会社のハブ空港を有する交通の要衝である。しかし、水運及び鉄道幹線交通は年ごとに衰退してきている。
なお、日本に「ミネソタの卵売り」というヒット曲があるが、作詞者の想像が多く入った歌で、実際のミネソタ州は取り立てて養鶏業が盛んな地域ではない。

#### 食品
- ピルズベリー（英語版） (Pillsbury Company) 食品製造会社
- ホーメル (Hormel Foods Corporation) NYSE：HRL
- スーパーバリュー（英語版） (SuperValu) NYSE：SUV、食品卸では全米首位。小売も手がける
- CHS（英語版） 農業関連企業

規模では劣るものの、隣のミシガン州と同じくメイプルシロップが生産される。

#### その他
- カールソン・カンパニーズ ホテル・旅行会社
- USバンク (w:U.S. Bancorp) NYSE:USB 全米6位のUS Bankのリテール部門

#### ミネソタ州ゆかりの会社
- グレイハウンドラインズ - 長距離バス会社（現在本社はダラス）、ミネソタの田舎バス会社が全米一の長距離バス会社になった
- ビッグチャート ネットにチャートを配信（本社ニューヨーク）

### 農林鉱工業と商業

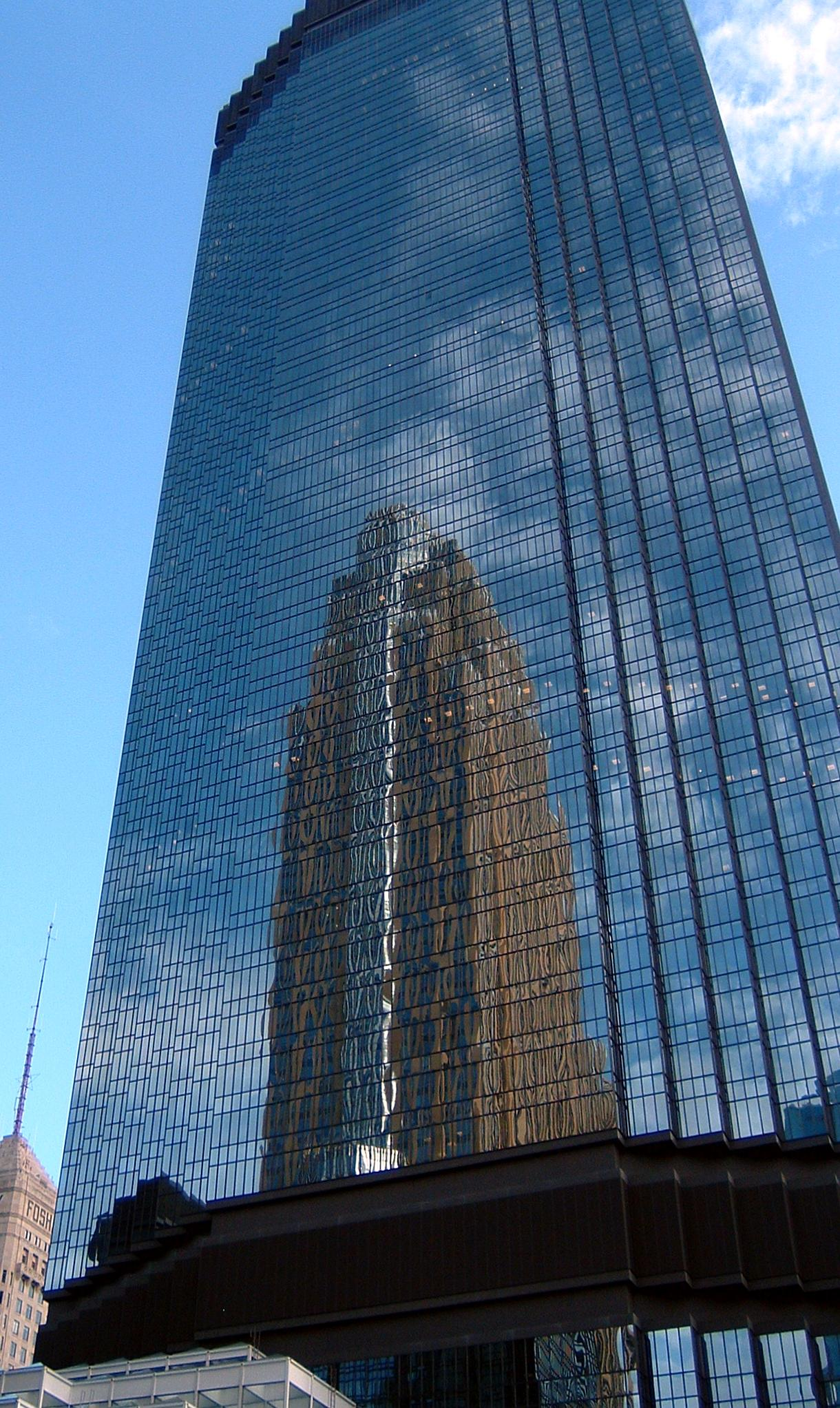
IDSタワー、フィリップ・ジョンソン設計、州内最高の建物、シーザー・ペリのアール・デコ調建築ウェルズ・ファーゴ・センターの影響を受けている

ミネソタ州の初期産業は毛皮交易と農業だった。ミネアポリス市はセントアンソニー滝で動力を得た製粉所を中心に成長した。現在は人口の1％足らずが農業に従事しているだけだが、州経済では大きな比率を占めており、生産品販売価格では国内第6位である。テンサイ、トウモロコシ、および加工用グリーンピースの生産量、さらにシチメンチョウ養育量は国内第1位である。人口一人当たりの食料協同組合の数も全米最大である。製材、パルプ加工、製紙、および木工品を含む林業関連産業も依然として強力である。鉄鉱石鉱業でも有名であり、1世紀以上にわたって世界の鉄鉱石生産量のかなりの比率を占めてきた。高品質鉄鉱石は取り尽くしたが、地元で開発した手法を使ってタコナイトの採掘は続いており、地元鉱業を持続させている。2004年には国内で利用される鉄鉱石の75％を生産した。過去の鉱業ブームでダルースの港が生まれ、現在でも鉄鉱石、石炭、農産物の積出港であり続けている。製造業では、古くからある食品加工や重工業に加えて、技術とバイオ医療の会社ができてきた。国内初の屋内型ショッピングセンターがイーダイナのサウスデール・センターであり、最大のものはブルーミントンのモール・オブ・アメリカである。
ミネソタ州は独自の宝くじがある全米42州の1つであり、パワーボール、ホットロット、ゴーファー5などが行われている。

### エネルギーの利用と生産
ミネソタ州ではエタノール燃料を生産しており、10％混合燃料を義務づけ、2013年には20％とする最初の州である。エタノール燃料対応のガソリンステーションが310か所ある。2005年からはディーゼル燃料に2％のバイオディーゼル燃料の混合が求められている。2006年12月時点で、風力発電の生産量は全米第4位となった。既存分で895メガワット、今後の計画で200メガワットである。その多くは州南西部のバッファロー・リッジにある。

### 州税
ミネソタ州の所得税は累進課税方式を採用しており、5.35％から7.85％までの3段階である。2008年時点で州税と地方税の一人当たり税額は国内12位だった。州民はその収入の10.2％を納税しており、国内平均の9.7％より高かった。州税と地方税の負担率は全米第12位である。消費税は6.875％だが、衣類、処方薬品、特定のサービス、家庭で消費される食品は免税である。州法では自治体が地方消費税や特別地方税を課すことを認めており、ミネアポリス市の場合は0.5％の消費税を付加している。実行税はアルコール、タバコ、自動車燃料に課税されている。他州で購買しミネソタ州内で使用する物品には使用税を課している。不動産の所有者は、国、自治体、教育学区および特別課税地区に対して固定資産税を払っている。

### 交通

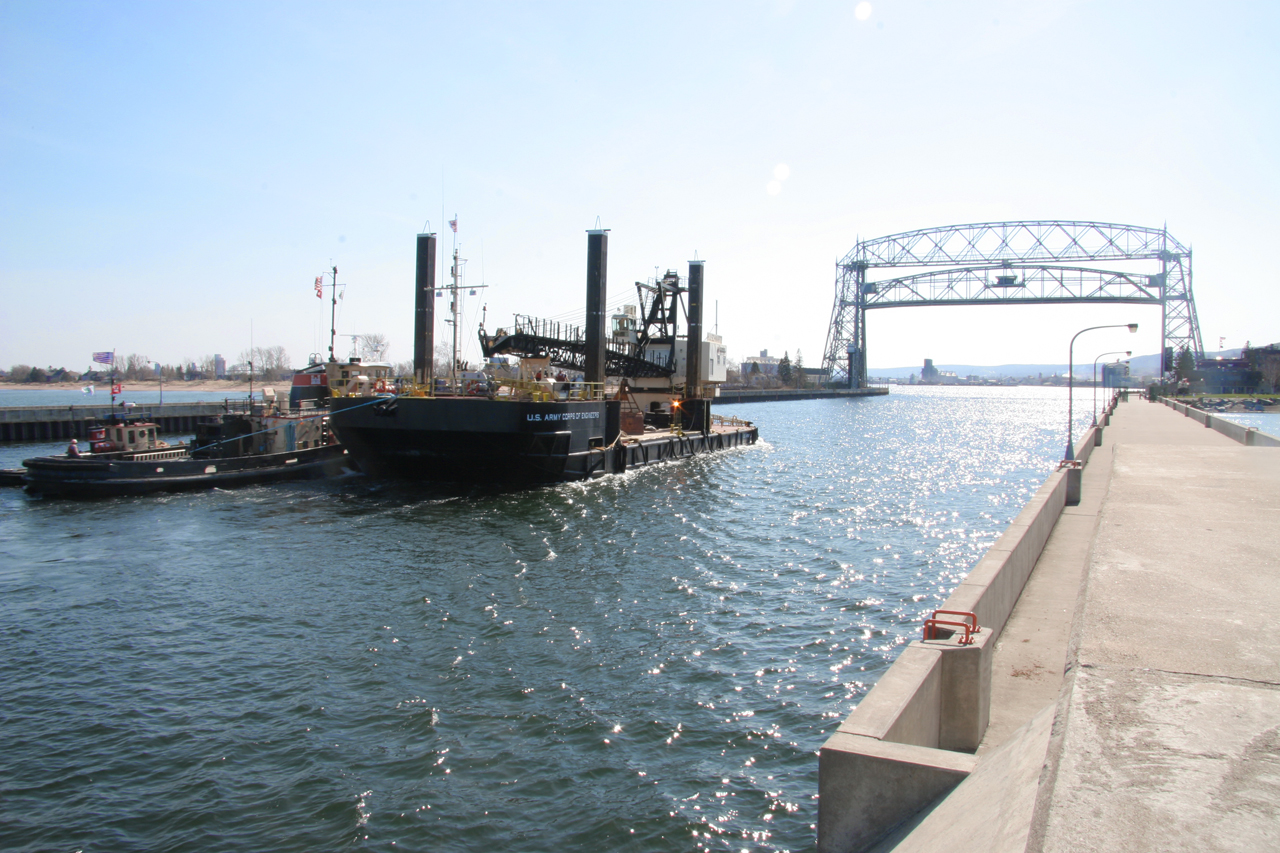
ダルース市にある空圧昇降橋

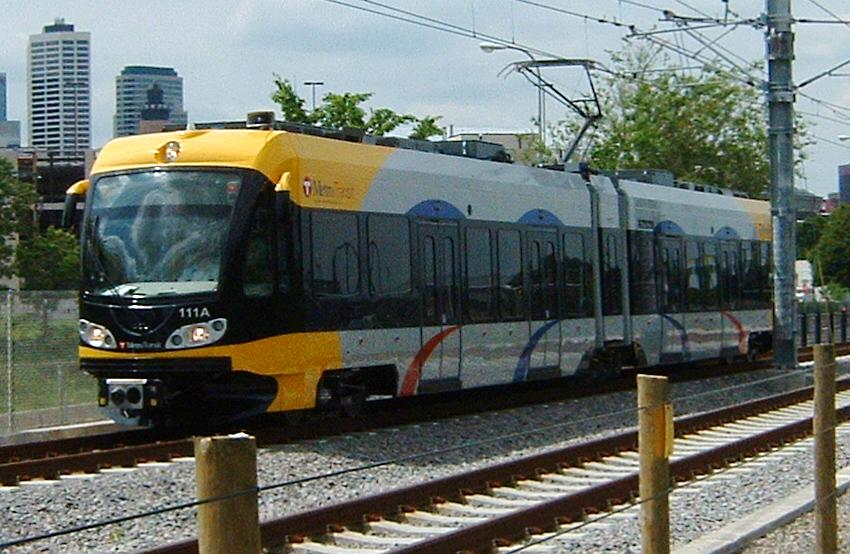
ミネアポリス市を通るハイアワサ線の列車

州内の交通はミネソタ州交通省が管轄している。主要な交通路はツインシティーズ都市圏とダルース市から伸びるものである。主要な州間高速道路は35号線、90号線と94号線であり、35号線と94号線はツインシティーズ都市圏を通り、90号線は州南端を東西に走っている。35号線はツインシティーズ内では二手に分かれミネアポリス市内では35号線西、セントポール市内では35号線東となっている。広いアメリカでも一つの州間高速道路が二手に分かれるのはこのツイン・シティーズとテキサス州ダラス・フォート・ワース都市圏のみである。この35号線西は2007年8月1日に崩落事故を起こした（その後の歴史的出来事で前述）。2006年に憲法の修正が成立し、自動車に課される消費税と使用税は交通予算に振り向けられ、少なくとも40％は公共交通機関に使われることになった。州内には2ダース近くの鉄道路線があり、その大半はツインシティーズあるいはダルースを通っている。ミシシッピ川水系を使い、またスペリオル湖の港からの水上交通もある。
州内の主要空港はミネアポリス・セントポール国際空港 (MSP) がある。デルタ航空とサンカントリー航空の旅客・貨物ハブ空港である。国内航空会社の大半も利用している。大型商業便はダルースとロチェスターでも利用でき、定期コミューター便はデルタ・コネクション参加のコムエア、メサバ航空、スカイウェスト航空、コンパス航空、ピナクル航空によって小型6都市で利用できる。
アムトラックが毎日運行する列車「エンパイア・ビルダー」（シカゴからシアトルとポートランドを結ぶ）が州内を通り、セントポール市のミッドウェイ駅など6か所に停車する。都市間バスはジェファーソン・ライン、グレイハウンド、メガバスなどが運行している。地方交通は大型都市のバス路線網と2本の鉄道路線がある。通勤線のノーススター線はビッグレイクからミネアポリス市中心街まで、ハイアワサ線の電化ライトレールはノーススターのターミナルからミネアポリス・セントポール国際空港およびブルーミントンまで走っている。

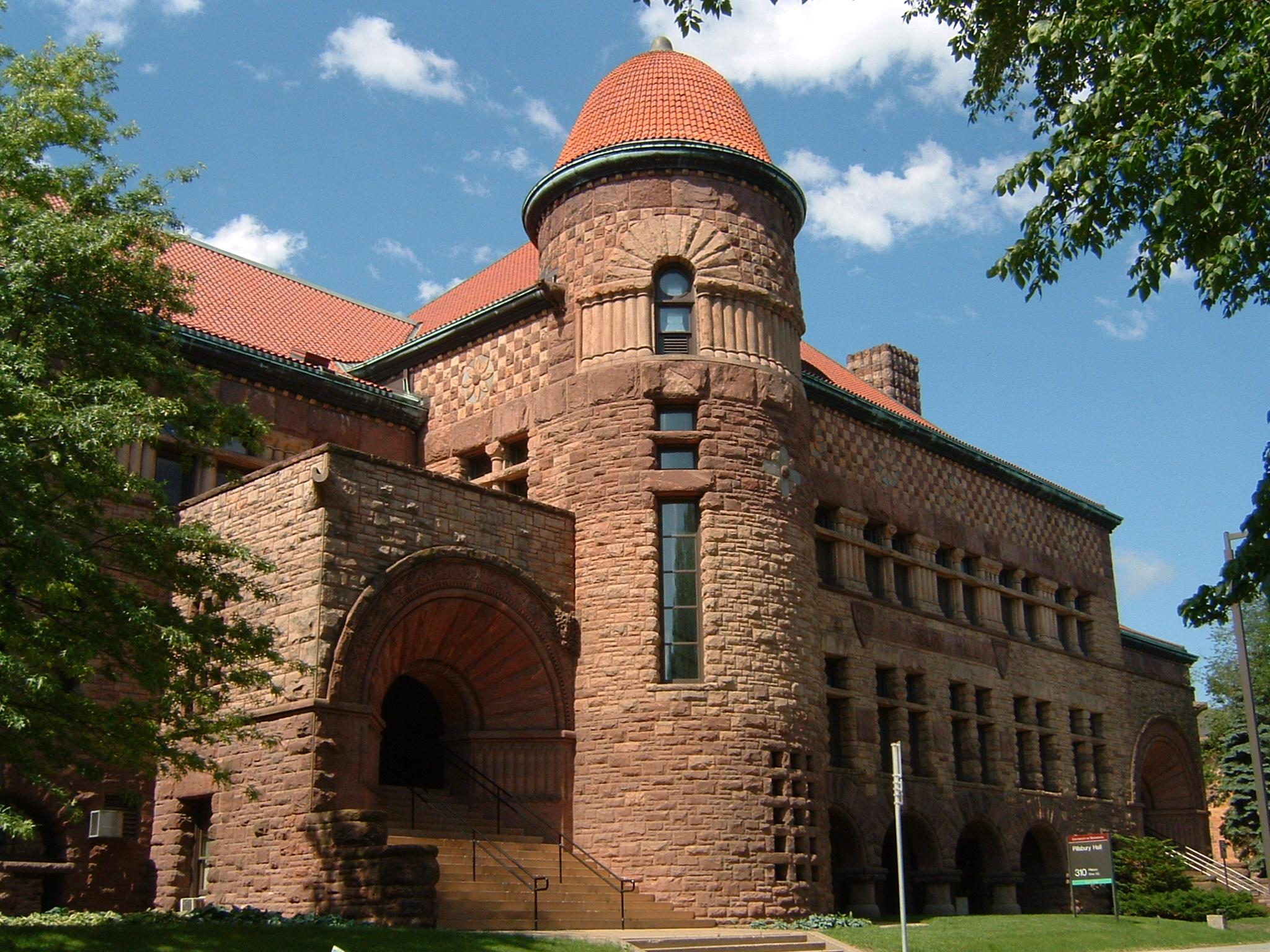
リチャードソン・ロマネスク様式のピリスベリ・ホール（1889年建設）、ミネソタ大学ミネアポリス校でも最古級の建物

## 教育
ミネソタが州に昇格した1858年に、州議会が始めに行ったことはウィノナ市に師範学校を造ることだった。この教育に対する姿勢が教育水準の高い州民を生み、2006年から2007年にモーガン・クイットノーによる賢い州賞では第13位にランクされ、高校卒業者比率は全米第1位になった。2006年の高校卒業率が90％以上だったのは事実だが、白人の約6％、アフリカ系アメリカ人の28％、アジア系アメリカ人の30％、ヒスパニック系およびインディアンの34％以上は落ちこぼれとなった。2007年、全国のACT試験では第1位の結果を残した。学校券制度（成果を挙げられない学校を転校する際に生徒に資金援助する制度）は実施しなかったが、最初にチャーター・スクールを造った州でもある。
ミネソタ州にはミネソタ州立カレッジ・大学システムの32機関やミネソタ大学システムの5キャンパスなど公立大学・カレッジのネットワークがある。その他20以上の私立カレッジと大学があり、そのうち6つはUSニューズ&ワールド・レポートによる教養系大学トップ100に入っている。

### 単科及び総合大学
| - w:Adler Graduate School - w:Association Free Lutheran Bible School and Seminary - w:Augsburg College - w:Bethany Lutheran College - Bethel Seminary ベテル大学神科大学院 - Bethel University ベテル大学 - w:Brown College - w:Capella University - カールトン・カレッジ - Century Community and Technical College - w:College of Saint Benedict/Saint John's University - w:College of St. Catherine - w:College of St. Scholastica - College of Visual Arts - コンコーディア大学 (ミネソタ州ムーアヘッド) - コンコーディア大学 (ミネソタ州セントポール) - Crown College - Crossroads College クロスローズ大学 (旧 ミネソタ聖書大学) - w:Gustavus Adolphus College - w:Hamline University | - Inver Hills Community College - Luther Seminary ルター神科大学院大学 - マカレスター大学 - w:Martin Luther College - w:Minneapolis College of Art and Design - North Central University ノース・セントラル大学 (Formerly North Central Bible College) - Minneapolis Community and Technical College - ミネソタ州立大学機構 (MnSCU) - w:Bemidji State University - ミネソタ州立大学マンケイト校 - ミネソタ州立大学ムーアヘッド校 - w:Metropolitan State University - w:Southwest Minnesota State University - w:St. Cloud State University - ウィノナ州立大学 - w:National American University - NAU モール・オブ・アメリカ キャンパス - NAU ブルックリンセンター キャンパス - NAU ローズビル キャンパス | - w:North Central University - Northwestern College - Oak Hills Christian College - Rasmussen College - w:Pillsbury Baptist Bible College - w:Saint Mary's University of Minnesota - セントオラフ大学 - w:University Center Rochester - ミネソタ大学システム - w:University of Minnesota Crookston - ミネソタ大学ダルース校 - w:University of Minnesota Morris - ミネソタ大学ツインシティー校 - University of Saint Thomas - w:Walden University - w:William Mitchell College of Law |

## 医療

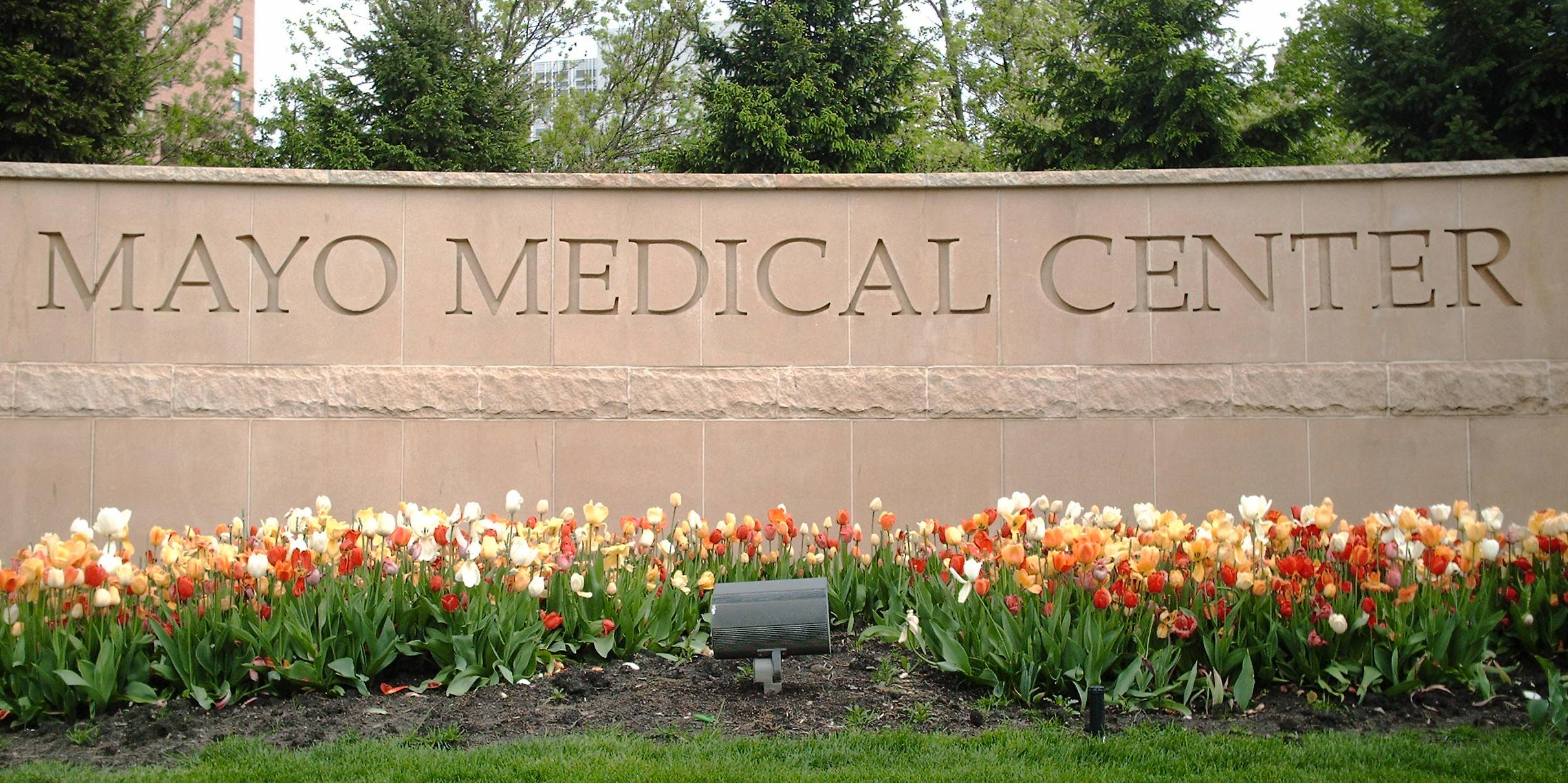
ロチェスター市にあるメイヨー・クリニック

ミネソタ州民はアウトドア活動に高い比率で参加している。定期的に運動している州民の比率では第1位になった。
早世率、乳児死亡率、循環器疾患罹患率、労働災害死亡率では低いレベルにあり、平均余命と健康保険加入率は高い。これらのことに加えて他の手段もあり、2つの団体によってミネソタ州は国内で最も健康な州に位置づけられることになったが、そのうち1つでは、2005年から2009年の評価で、公的な医療予算が少ないことと、大酒飲みの習慣があることのために、1位から6位に下降した。
2007年10月1日、呼吸の自由法の成立によって、州全体のレストランやバーでの喫煙を禁じた17番目の州になった。
医療は病院と医院の包括的なネットワークで提供されており、国際的な評価の高い2つの医療機関がある。ミネソタ大学医学校は評価の高い医学教育機関であり、治療では多くの革新を行い、研究では州内で成長しつつあるバイオテクノロジーにかなり貢献している。メイヨー・クリニックは世界に知られた医療機関であり、ロチェスター市を本拠にしている。メイヨー・クリニックとミネソタ大学は、ガン、アルツハイマー症、心臓病、肥満などの分野で、研究を行う州予算を使ったプログラム、バイオテクノロジーと医療ゲノム共同研究で共同研究者となった。

## 芸術・文化

### 美術と芸能

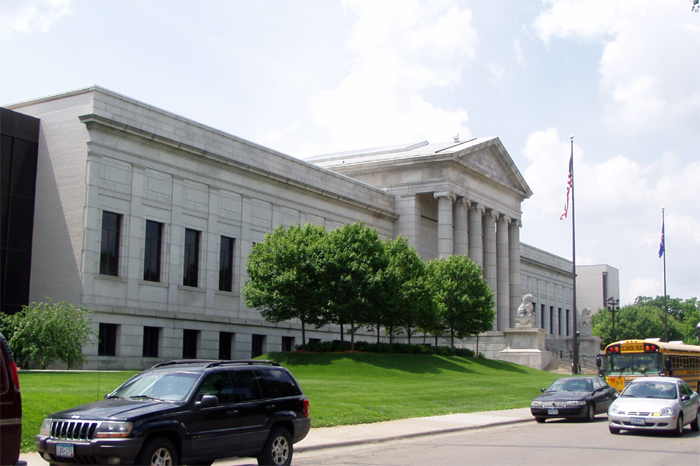
ミネアポリス美術館のボザール様式北面ファサード、マッキム・ミード・アンド・ホワイト設計

ミネアポリス市の美術館にはミネアポリス美術館、ウォーカー・アートセンター、フレデリック・R・ワイスマン美術館、ロシア芸術博物館がある。ミネソタ管弦楽団とセントポール室内管弦楽団は著名なプロの常設楽団であり、コンサートを催し、ツインシティーズの地域社会には教育プログラムを提供している。世界に聞こえたガスリー劇場は2006年に、ミネアポリス市の新しい施設に移転した。そこは3つのステージがあり、ミシシッピ川を見下ろす位置にある。地域での演劇、音楽、喜劇などの行事には観客が多く集まる。アメリカ国内で一人当たりの劇場座席数を見ると、ツインシティーズはニューヨーク市に次いで第2位である。毎年230万枚の座席券が販売されている。毎年開催されるミネソタ・フリンジ・フェスティバルは劇、ダンス、アドリブ劇、人形劇、キッズショー、美術、ミュージカルが出し物になる。ミネアポリス市の夏祭りは11日以上にわたり、800以上の出し物があり、審査の無い芸術祭としてアメリカ合衆国最大になっている。

### 文学
プレーリーにおける開拓者生活の厳しさと恩恵は、オーレ・ロルバーグの『Giants in the Earth』や、ローラ・インガルス・ワイルダーの子供向け『大草原の小さな家』シリーズの主題となった。小さな町での生活はシンクレア・ルイスの小説『Main Street』（『本町通り』）で攻撃され、またガリソン・キーラーの寓話『Lake Wobegon』でより穏やかにまた感情をこめて皮肉られた。セントポール生まれのF・スコット・フィッツジェラルドは『Winter Dreams』や『The Ice Palace』（『Flappers and Philosophers』（『フラッパーと哲学者』 ）に収録）の中でその若い都市の社会的不安全さと強い願望を描いた。ヘンリー・ワズワース・ロングフェローの叙情詩『ハイアワサの歌』はミネソタ州と州内の多くの地名や水域の名からヒントを得た。

### 音楽/映画

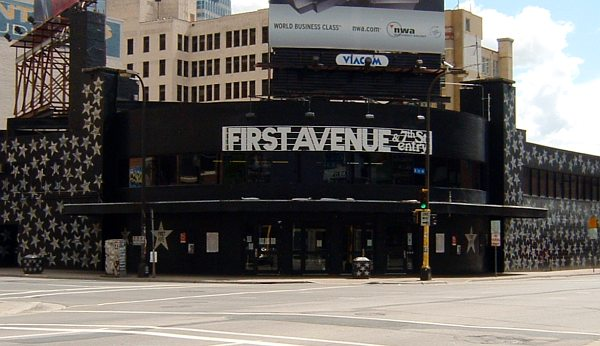
ファストアベニューのナイトクラブ、ミネソタの音楽コミュニティの中心

ミネソタ州の音楽界は、多様なジャンルに多くのミュージシャンを輩出してきた。ベテランにはジャズ・ヴォーカルのアンドリューズ・シスターズ、ロカビリー/ロックンロール・スターのエディ・コクラン、フォークのボブ・ディラン、サーフ・ロックのザ・トラッシュメンらがいた。新しい世代としては、ロック、ファンク他のスターであるプリンス、R&Bのソングライターのジミー・ジャム & テリー・スイス、インディー・ロックのジョニー・ラングとソウル・アサイラム、ガレージ・ロック・バンドのキャスタウェイズ、さらにハスカー・デューやリプレイスメンツらのパンク/オルタナティヴ系が含まれる。
映画やコメディにもかなり貢献してきた。オーレ・アンド・レナのジョークはスカンディナヴィア訛りのアメリカ英語で発信された時に喝采を浴びた。ガリソン・キーラーは1970年から放送した『A Prairie Home Companion』で古いスタイルのラジオ・コメディを蘇らせた。地元テレビ局は1960年代に風刺ショーの『The Bedtime Nooz』を制作し、地元生まれのリズ・ウィンステッドとクレイグ・キルボーンはその後に次第に影響力を増した『ザ・デイリー・ショー』を流した。ミネソタ州出身の俳優としては、エディ・アルバート、ジュディ・ガーランド、ジェシカ・ラング、ショーン・ウィリアム・スコット、ジョシュ・ハートネット、ジェシカ・ビール、ヴィンス・ヴォーン、レイチェル・リー・クック、スティーヴ・ザーン、ケヴィン・ソルボ、ウィノナ・ライダーがいた。ジョエル・アンド・イーサン・コーエン、テリー・ギリアムおよびマイク・トッドは映画芸術に貢献し、カルトショーの『Mystery Science Theater 3000』や『Let's Bowl』はツインシティーズからケーブルテレビに流された。

### フェスティバル
ミネソタ州祭は「ザ・グレート・ミネソタ・ゲット・トゥゲザー」と宣伝され、州文化の象徴になっている。人口530万人の州祭に、2009年には180万人が訪れ、2001年の記録を塗り替えた。芸術、科学、農業、料理、4Hクラブ（農務省を母体とする青少年育成事業）、音楽、商品展示など様々な出し物がある。種の芸術、バターの彫刻、太った豚の競技会などでも知られる。プロント・パップ、チーズカーズ、深揚げキャンディバーなどスティックに指した食品もある。多くの郡祭では小規模ながらこれらの出し物が見られる。
その他毎年開催される祭として、セントポール・ウィンター・カーニバル、ミネソタ・ルネッサンス・フェスティバル、ミネアポリス市のアクアテニアルとミルシティ音楽祭、ウォーカーのムーンダンス・ジャム、ウィルマーのサンシャイン・クリスマス音楽祭、グランドラピッズのジュディ・ガーランド祭、リーチレイクのイールプート祭、デトロイトレイクスのWEフェストがある。

### プロのスポーツチーム
- ミネソタ・バイキングズ、NFL
- ミネソタ・ツインズ、MLB
- ミネソタ・ティンバーウルブズ、NBA
- ミネソタ・リンクス、WNBA
- ミネソタ・ワイルド、NHL
- Minnesota Whitecaps、Western Womens Hockey League

- w:Minnesota Swarm、National Lacrosse League
- ミネソタ・ユナイテッドFC、MLS
- ノーザンリーグ (マイナーリーグ)
  - ファーゴ・ムーアヘッド・レッドホークス
- アメリカン・アソシエーション
  - セントポール・セインツ

## その他

### 州の象徴など
- 州の鳥 - アビ
- 州の花 - アツモリソウ
- 州の木 - ノルウェイアカマツ
- 州のモットー - レトイル・デュ・ノール（北極星）
- 州の蝶 - オオカバマダラ
- 州の飲み物 - 牛乳
- 州のキノコ - アミガサタケ（食用）
- 州のマフィン - ブルーベリー・マフィン
- 州の穀物 - ワイルドライス

### 日本の姉妹都市
- 長崎県長崎市 - セントポール市、1955年
- 大阪府茨木市 - ミネアポリス市、1980年
- 和歌山県湯浅町 - ケンブリッジ市、1986年
- 和歌山県湯浅町 - ブラハム市、1986年
- 千葉県いすみ市（旧 大原町） - ダルース市、1990年
- 秋田県秋田市（旧 雄和町） - セントクラウド市、1993年
- 大阪府和泉市 - ブルーミントン市、1993年
- 愛媛県伊方町 - レッドウィング市、1995年
- 宮城県美里町（旧 小牛田町） - ウィノナ市、2001年
- 福島県白河市（旧 大信村） - アノーカ市、2002年